# サンアントニオ・スパーズ
サンアントニオ・スパーズ（San Antonio Spurs）は、アメリカ合衆国テキサス州サンアントニオに本拠を置くプロバスケットボールチーム。チーム名のspurとはカウボーイがブーツの踵に付ける小さな鉄製拍車のこと。NBA(National Basketball Association)のウェスタン・カンファレンス、サウスウェスト・ディビジョン所属。フロスト・バンク・センターがホームコート。ABAの消滅とともにNBAに加入した4球団の内の1つで、最初にNBAファイナル優勝を達成している。優勝5回はボストン・セルティックスの18回、ロサンゼルス・レイカーズの17回、ゴールデンステイト・ウォリアーズの7回、シカゴ・ブルズの6回に次ぐ。NBAに於ける通算勝率が5割を超えているチームの一つである。
NBAに加入した1976-1977シーズンから2020-2021シーズンまでで、プレーオフ進出を逃したのは6シーズンで、22回のディビジョンタイトルを勝ち得ている。1997年にティム・ダンカンが入団して以来、22シーズン連続でプレーオフに進出した。18シーズン連続で50勝以上を挙げており、ロックアウトで短縮されたシーズンに於いても50勝以上に相当する勝率を挙げており、これらを含めると20シーズン連続となるシーズン50勝以上に相当する勝率を2017年まで維持し続けた。レギュラーシーズンのフランチャイズ記録は2015-16シーズンの67勝15敗で、このシーズンのホームコート40勝1敗はNBA記録である。

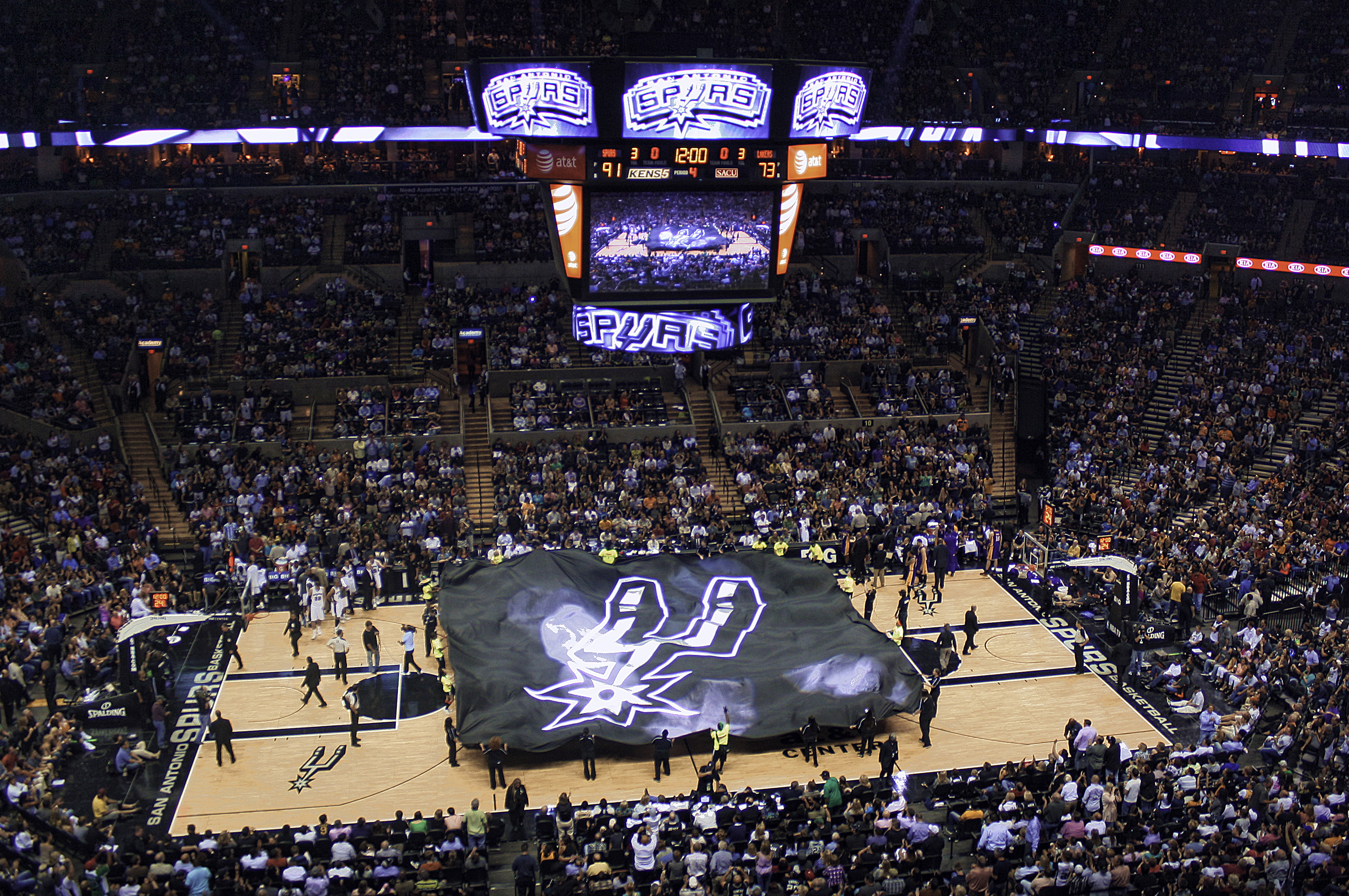
AT&Tセンターのスパーズホームコート

## サンアントニオにおけるスパーズ

### メジャースポーツ
サンアントニオ地区には、メジャースポーツのチームはスパーズしかなく、現役のスパーズの選手の多くや、引退した選手でもデビッド・ロビンソンやジョージ・ガービンなどは今でもこの地域に住んでいる。チームでは子供たちを対象に奉仕活動を学ぶプログラム「チームアップ・チャレンジ」を主催しており、選手、スタッフも行事に参加している。

### 名所旧跡
サンアントニオ市は「米国のヴェニス」と呼ばれることがある。市街に設けられたリバー・ウォークの存在にちなんでおり、チャンピオンを勝ち取った年にスパーズが河川を船でパレードすることでも知られている。
テキサス独立戦争の勝敗を決定付けたとされる1836年のアラモの戦いの舞台となった史跡のアラモ砦（The Alamo）があり、ホームゲームTV放映時に映像が入ることもリ、スパーズがアラモドームを利用していた時期にNBAの観客動員数記録を作っており、1999年のNBAファイナルではファイナルの入場者数新記録を樹立した。現在はアラモドームよりも狭いAT&Tセンターをホームコートにしている。ホームでの応援は、"GO！SPURS GO!"、ヒスパニック系の人口も多く、スペイン語では"VA！SPURS VA!"。

### ロデオ・ロード・トリップ
毎年2月、AT&Tセンターで大規模な家畜の品評会が開催される。同時に開催される、ロデオ大会も恒例の催しなので2月になると、スパーズはホームコートを明け渡し「ロデオ・ロード・トリップ」と呼ばれる通常9試合の長期ロードゲームの旅に出る。この期間の勝敗がシーズンのチームの強さを測る目安にもなり、注目される。地元スパーズラジオのアナウンサーが歌うロデオロードトリップの歌、8,900mile（総移動距離）もある。

## 歴史

### 初期ABA時代
現在のサンアントニオ・スパーズの原型となったチームは、1967年にNBAに対抗する形で発足したプロバスケットボールリーグ（ABA）の創設と同時にそのリーグに加盟したダラス・チャパラルズだった。チーム名のチャパラルはアメリカの野鳥ロードランナーの別名。ウェスタン・ディビジョンに所属し、チームカラーは赤・白・青だった。初代のヘッドコーチは選手を兼任したクリフ・ヘイガンであった。60年代に観客動員数が伸び悩んだため、チャパラルズは1970-71シーズンにホーム戦をテキサス州内の数ヶ所、フォートワース、タラント、ラボック等で行ない、このシーズンのみテキサス・チャパラルズという名称を使った。しかし、この取り組みは失敗に終わり、再び本拠地をダラスに移して名称もダラス・チャパラルズに戻した。

### サンアントニオへの移転
1973年にはサンアントニオの実業家に買い取られて同地に移転、チーム名を今日のサンアントニオ・スパーズと改めた。チームカラーも赤・白・黒だったものを銀・黒・白に変更した。ABA時代のスパーズの成績は悪いシーズンで30勝以下、最も成績の良いシーズンで51勝33敗と優勝経験はなく中堅程度の存在だった。なおこの時期には、後に著名なNBAヘッドコーチとなるジョージ・カールがポイントガードとして所属していた。

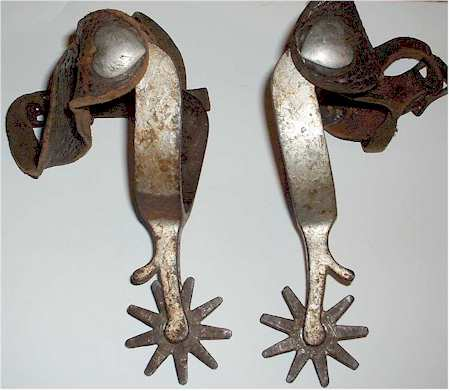
チーム名の元になったスパー

### NBA加盟
1976年にABAが解散する際、スパーズはABAからNBAに加盟する4チームのうちの1つに決定された。残りの3チームは、デンバー・ナゲッツ、インディアナ・ペイサーズ、ニューヨーク・ネッツ（現：ブルックリン・ネッツ）であった。加盟後はイースタン・カンファレンスに属した。

### アイスマンの時代

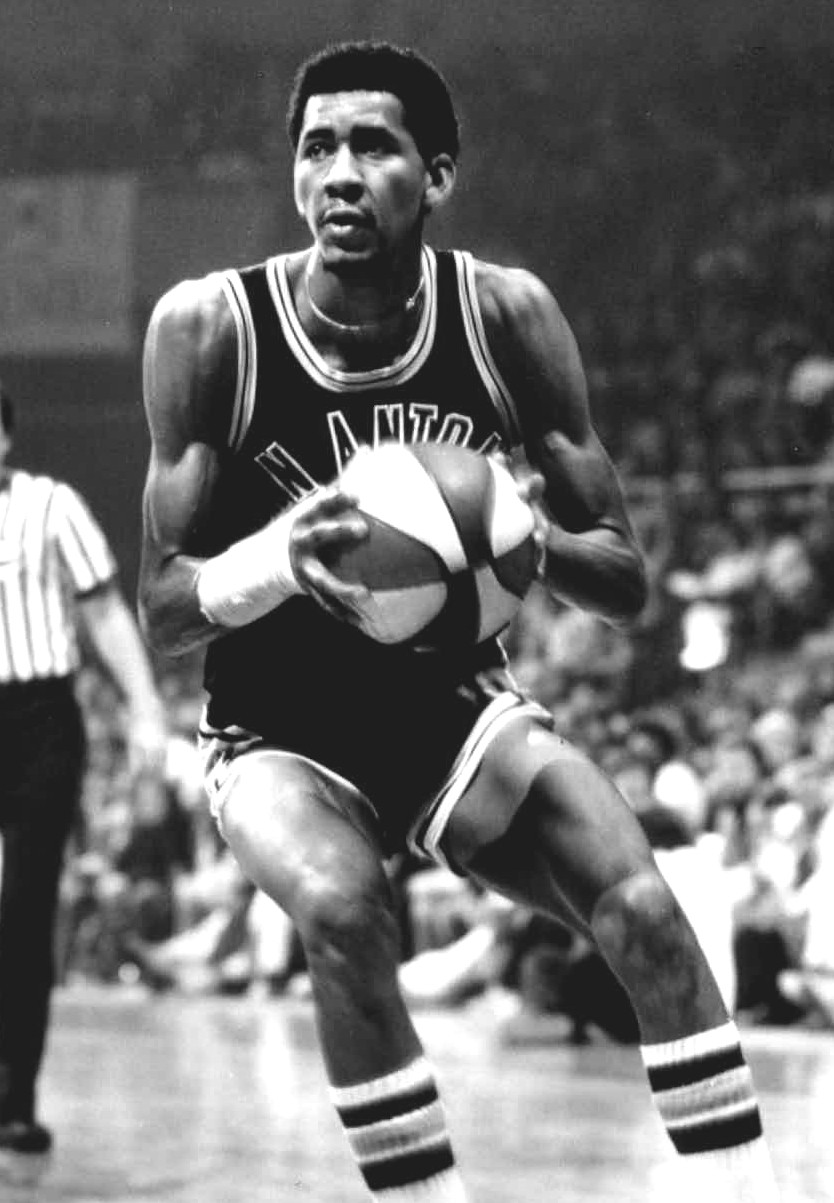
ジョージ・ガービン

リーグ移行の時期を挟むスパーズ初期のスター選手は、1974年にバージニア・スクワイアーズから獲得したジョージ・ガービンだった。ガービンはプロデビュー後2年目から引退する前のシーズンまで連続で両リーグのオールスター戦に出場した。また、NBAに移行後は3シーズン連続を含む4度の得点王となり、チームを牽引した。冷静沈着で感情を表に出さず、闘志を内面に秘めて黙々とプレーをするため「アイスマン」のニックネームで呼ばれ、相手チームに恐れられた。後に殿堂入りを果たすと共に、背番号44はスパーズの永久欠番となった。
現在ウェスタン・カンファレンスであるスパーズはNBA移行時には、イースタン・カンファレンスのセントラル・ディビジョン所属であった。
- 1980年、NBAに新たにダラス・マーベリックスが加盟し、チーム数は23に増加した。これによりリーグの再編が行われ、ミルウォーキー・バックスとシカゴ・ブルズはイースタン・カンファレンスに、サンアントニオ・スパーズとヒューストン・ロケッツはウェスタン・カンファレンスに編入された。スパーズはミッドウェスト・デビジョン所属となった。
- ガービンの全盛期だった1980年代前半までにスパーズはリーグ加盟後7シーズン中、5度の地区優勝を果たした。
- 1980年代は好調の時代と低迷な時代が同居したが、全体としては勝ち越した。81年から83年までの3シーズンは70年代に続いてプレーオフに進出したが、ヒューストン・ロケッツやロサンゼルス・レイカーズに敗れた。

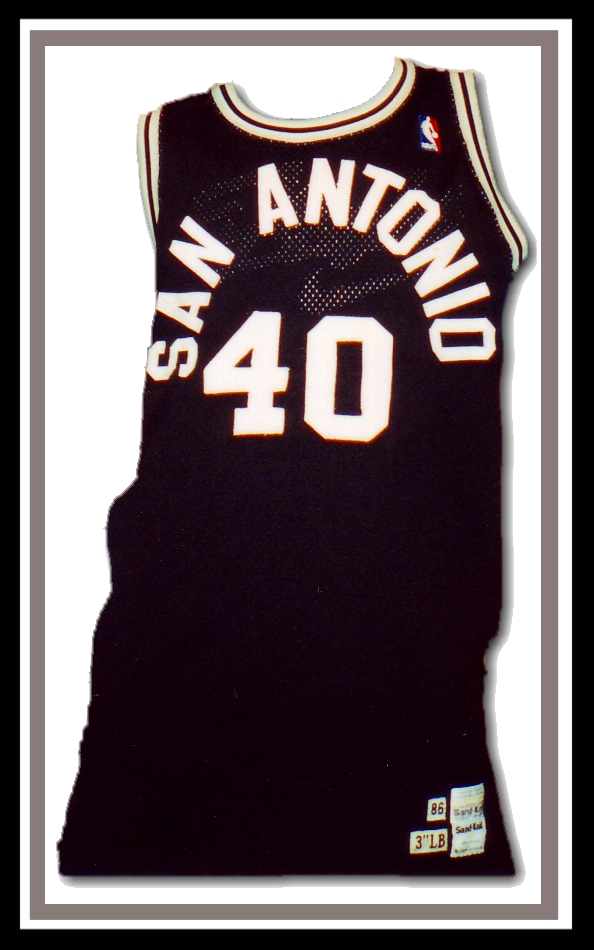
1988年ウィリー・アンダーソンのジャージー

### 低迷期
1984-85シーズン後にガービンがシカゴ・ブルズに移籍した後は地区でも最下位になるなど低迷の時代となった。続く4シーズン（1988-89シーズンまで）の成績は115勝215敗となった。
 1988-89シーズン は、1988年にカンザス大学をNCAAチャンピオンに導いたラリー・ブラウンがヘッドコーチに就任し、後にヘッドコーチとなるグレッグ・ポポヴィッチはブラウンにアシスタント・コーチとして招かれ、NBAでのキャリアをスタートさせた。当時、核となる選手が1986年にNBA最優秀守備選手賞に選ばれたアルヴィン・ロバートソンぐらいで、低迷していたスパーズは21勝61敗でシーズンを終えた。なお、この年のNBAチャンピオンであるデトロイト・ピストンズは、アイザイア・トーマス、ビル・レインビアらのバッドボーイズが揃い、激しいディフェンスやラフプレーお構いなしの凶暴なチームで、「NBAの侵略者」と自らを称して最も嫌われたいわゆるヒールチームであった。このチームは次シーズン連覇を果たしており、只の荒くれチームでは無いことを証明している。

### アドミラル（提督）の時代

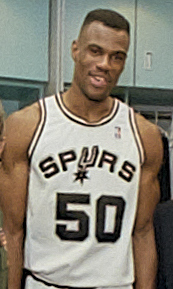
デビッド・ロビンソン

この状況が変わるのは、1989年にデビッド・ロビンソンがチームに加わってからだった。ロビンソンは1987年にドラフト1位で指名されていたが、海軍兵学校を卒業後2年間の軍役に就いたため1989年にチームに加わった。ロビンソンは海軍で軍役に就いていたため、提督（The Admiral）のニックネームでも呼ばれた。
 1989-90シーズン は、待ち望まれていたデビッド・ロビンソンがスパーズに合流し、同じ年にドラフト全体3位で指名されたショーン・エリオットやテリー・カミングスの加入によってチームは盛り返し、前年の勝利数に35勝を上乗せした56勝26敗でシーズンを終えた。プレーオフでは、クライド・ドレクスラーが主力となりこの年のNBAファイナルに進出したポートランド・トレイルブレイザーズに、カンファレンス準決勝で3勝4敗の末敗れた。ロビンソンは新人のセンターとしてシーズン平均24.3得点、12.0リバウンドを記録し、新人王を受賞した。こうしてブラウン体制2年目の1989-90シーズンにチームは大きく躍進し、ブラウンとポポヴィッチは見事に再建を果たした。
 1990-91シーズン は、55勝27敗でディビジョンを制してプレーオフに進出したが、1回戦でゴールデンステート・ウォリアーズに1勝3敗で敗れた。なお、このシーズンは、優勝を果たしたシカゴ・ブルズ、マイケル・ジョーダンの時代が始まったシーズンであった。
 1991-92シーズン は、47勝35敗と前シーズンより成績を落とした。ディビジョンの覇権をジャズに奪われて2位となり、第5シードでプレーオフに進出したが1回戦でサンズにスウィープされ、チームはラリー・ブラウンをシーズン終盤に解雇した。このシーズンは開幕直前にマジック・ジョンソンの引退があり、ウエスタンの勢力図が塗り替わったシーズンでもあった。もう1つの大きな出来事として、バルセロナ五輪におけるアメリカ代表の「ドリームチーム」結成があった。スパーズからはデビッド・ロビンソンが参加し、NBAの国際的な人気を決定付けると共に、バスケットボールブームを巻き起こした。
 1992-93シーズン 、ラリー・ブラウンの解雇に伴い、ポポヴィッチはゴールデンステート・ウォリアーズに移ってこちらも名将の誉れ高いドン・ネルソンのもとでアシスタントコーチとなった。スパーズはカレッジのUNLVのヘッドコーチだったジェリー・ターカニアンと契約したが、序盤の20試合を9勝11敗となったところで解任された。その後、1試合をおいてジョン・ルーカスがヘッドコーチを引き継ぎ、シーズン成績は49勝33敗まで持ち直したがディビジョンの覇権はロケッツに奪われた。第5シードで進出したプレーオフ第1回戦でブレイザーズを破ったものの、その後はチャールズ・バークレーの活躍でファイナルに進出したフェニックス・サンズに敗れた。なお、そのサンズもシカゴ・ブルズ、マイケル・ジョーダンの前には、力尽き3連覇を許している。スパーズはシーズン終了後に現在のオーナーグループがチームを購入し、新しく建設されたアラモドームに本拠地を移した。
 1993-94シーズン は、オフシーズンにショーン・エリオットとのトレードでデニス・ロッドマンを迎えて55勝27敗を記録したが、プレーオフ第1回戦でジョン・ストックトンとカール・マローンの強力コンビを擁するユタ・ジャズに完敗し、ルーカスヘッドコーチは辞任した。

### ポポヴィッチの始動
1994-95シーズン に、ポポヴィッチがスパーズのゼネラル・マネージャーに就任した。ポポヴィッチに求められたものはラリー・ブラウンの退任後、成長が横ばい状態にあるスパーズを優勝できるチームにすることだった。スパーズは新たにボブ・ヒルをヘッドコーチに迎え、さらにポポヴィッチがウォリアーズのアシスタントコーチをしていた頃から目を付けていたポイントガードのエイブリー・ジョンソンと契約した。また、ショーン・エリオットが復帰して、これまでのチーム最高記録の62勝20敗を記録し、ロビンソンもシーズンMVPを受賞した。しかし、カンファレンス決勝でアキーム・オラジュワンのヒューストン・ロケッツに敗れ、またしてもファイナル進出はならなかった。また、シーズン中そしてプレーオフでたびたび問題を起こしたロッドマンをこのシーズンでシカゴ・ブルズに殆ど無償で放出した。
 1995-96シーズン は59勝23敗でレギュラーシーズンを終え、カンファレンス準決勝まで進んだが、2シーズン前と同じく、ストックトン、マローンのユタ・ジャズに敗れた。この時点で誰も翌年の不調を予測するものはいなかった。
 1996-97シーズン 、ロビンソンが背中を痛め、開幕から18試合を欠場し、復帰後も6試合続けてプレーしただけで左足小指の中足骨を骨折した。手術は無事成功したものの、その後の残り試合すべてに出場できなかったこともあり、スパーズはチーム史上最低の20勝62敗と一気に凋落した。これはリーグで下から3番目の成績だった。ヒルヘッドコーチは18試合を3勝15敗で終わったところで解雇され、その後をGMであったグレッグ・ポポヴィッチが自ら引き継いだ。しかしこの成績がオフシーズンに幸運をもたらすこととなった。

### ビッグ・ファンダメンタルの時代

#### ツインタワーの君臨

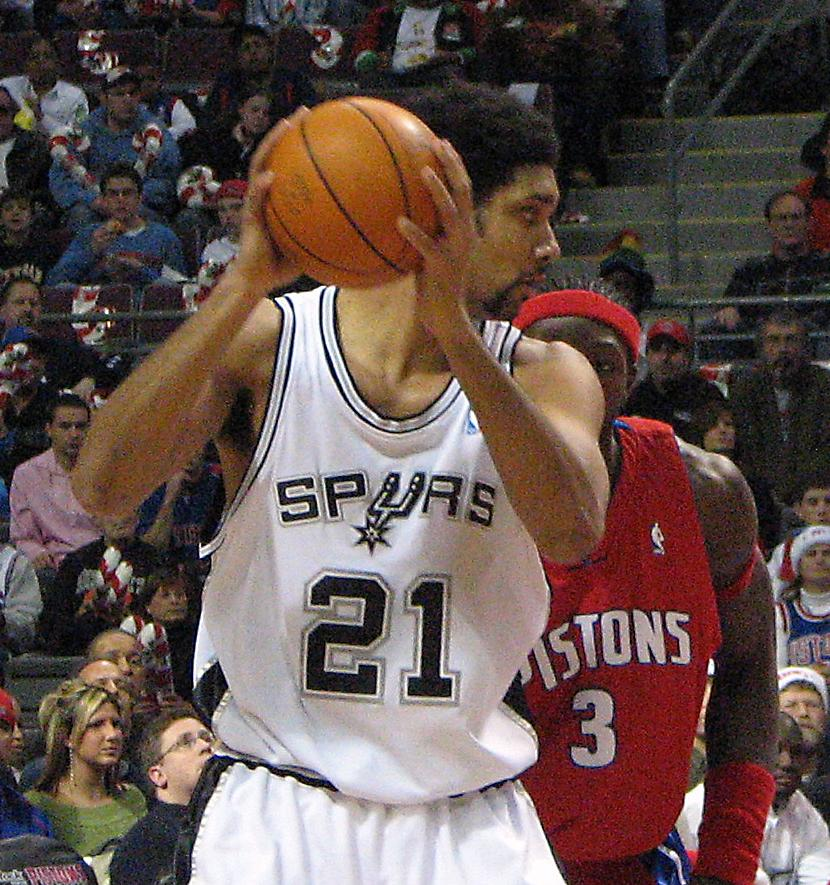
2005年ピストンズ戦でのティム・ダンカン

1997年のNBAドラフト全体1位指名権を獲得、ウェイクフォレスト大学でオールアメリカンとなったティム・ダンカンを獲得した。
 1997-98シーズン 、大学時代はセンターだったダンカンはパワーフォワードとして、ロビンソンとともに「ツインタワー」を形成した。ダンカンは1試合平均21.1得点、11.9リバウンドを記録して、新人ながらオールNBAファーストチームにも選ばれて新人王を獲得した。
 1998-99シーズン は、開幕前に経験豊富なベテランのマリオ・エリーとジェローム・カーシーを獲得。ロックアウトで短縮されたレギュラーシーズンではリーグ首位タイの37勝13敗の成績をおさめた。プレーオフではウェスタンカンファレンスを11勝1敗の新記録で制覇し、NBAファイナルに初めて出場した。ファイナルではニューヨーク・ニックス（イースタンカンファレンス第8シード）を4勝1敗で破って初めての優勝を果たし、ファイナルMVPはダンカンが獲得した。スパーズはABAから参加したチームの中でNBAファイナルを制覇した最初のチームとなった。（ファイナル出場も初であった。）

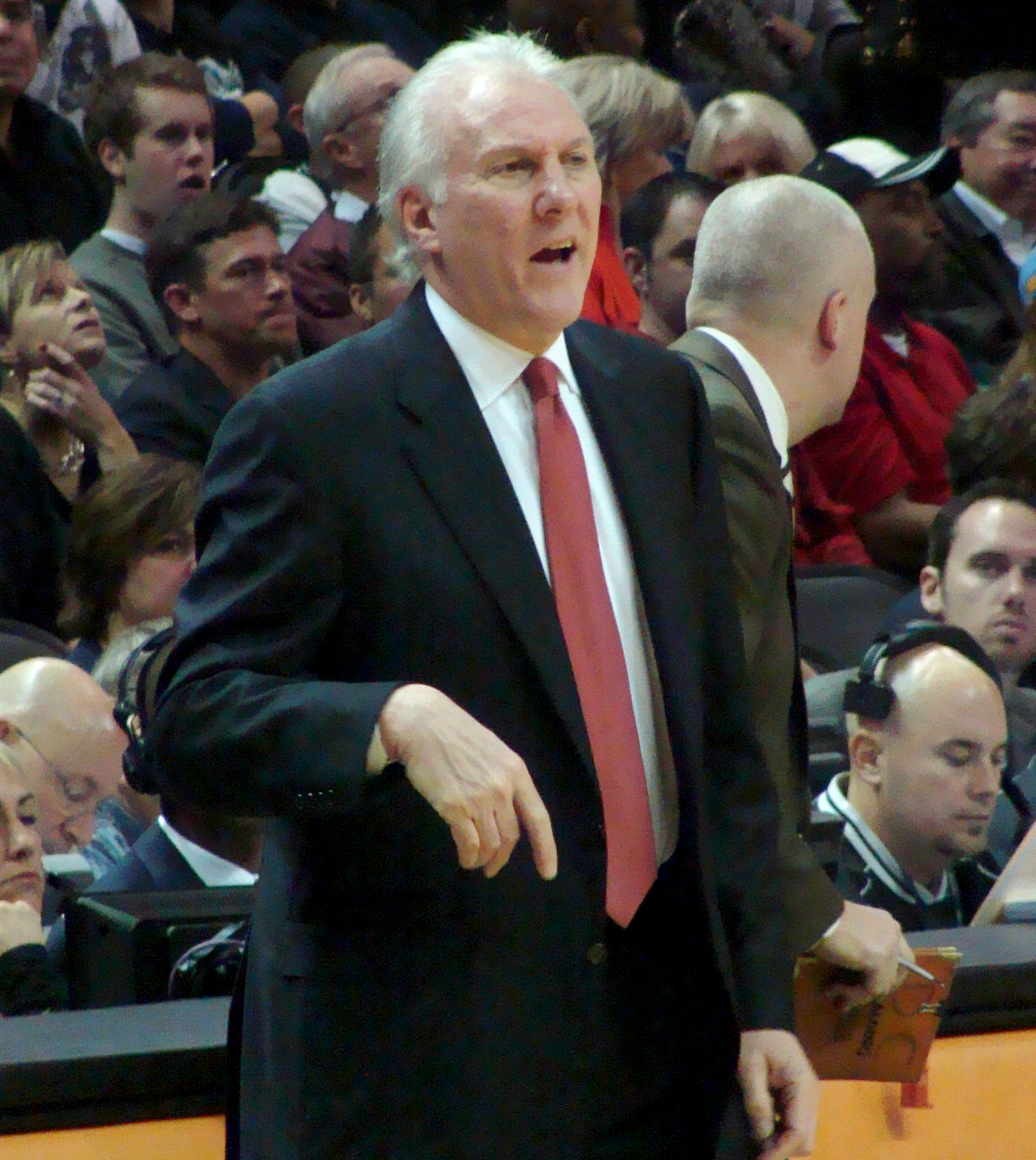
グレッグ・ポポヴィッチ

 1999-2000シーズン は、主力選手が皆30代半ばに入っておりチーム全体に疲弊が見られ、53勝29敗とチャンピオンチームとしてはやや物足りない成績に終わった。しかし、前シーズンの優勝が通常の82試合を戦い抜いた上でのものではなかったため「本物の優勝ではない」という声が以前からあり、そのような声を払拭するためにもプレーオフでは連覇への期待がかかっていた。だが、ダンカンがレギュラーシーズン終盤で負った怪我から回復せず、プレーオフ全休という緊急事態に陥った。チャンピオンチームであるスパーズは、1回戦でフェニックス・サンズと対決。サンズもまたジェイソン・キッド不在という不幸に見舞われていたが、サンズはかつての先発ポイントガードであるケビン・ジョンソンに現役復帰を依頼し、ジョンソンはこれを受諾。結果、サンズは3勝1敗で上位シードのスパーズを破るというアップセットを果たした。チャンピオンチームがファイナル連覇を果たせなかったのは、1986-87シーズン以来のことであった。
 2000-01シーズン は58勝24敗を記録し、プレーオフではミネソタ・ティンバーウルブズ、ダラス・マーベリックスをそれぞれ1敗で退け、カンファレンスファイナルまで進んだ。しかし、このシーズンNBAチャンピオンとなったフィル・ジャクソン率いるロサンゼルス・レイカーズに、コービー・ブライアント、シャキール・オニールの活躍によって4連敗のスイープで敗れた。
 2001-02シーズン は、トニー・パーカーが入団。ポイントガードのスターターに定着し、オールルーキーファーストチームに選ばれる活躍を見せた。デビッド・ロビンソンは衰えを見せ始めたものの、ダンカンとのツイン・タワーは健在で、昨シーズン同様58勝24敗を記録してディビジョン首位となった。プレーオフ1回戦のスーパーソニックス戦では、第4戦をダンカンが身内の不幸で欠場したこともあり、ウエスト1回戦では唯一第5戦まで縺れることとなったが、接戦の末に勝利した。カンファレンス準決勝は、昨シーズンのカンファレンス決勝の相手であるレイカーズとの対戦であったが、故障でロビンソンを欠いたこともあって昨シーズンに続いて敗れた。

#### ビッグスリーの幕開け
2002-03シーズン は開幕前にロビンソンがシーズン終了後の引退を表明。本拠地もアラモドームからSBCセンター（現AT&Tセンター）に移した。2年目のトニー・パーカー、新加入のマヌ・ジノビリやスティーブン・ジャクソン、ダニー・フェリー、ブルース・ボウエン、スティーブ・カー、スティーブ・スミスなど多くのシューターが前回優勝時のメンバーに代わって活躍した。インサイドのダンカンとロビンソンに加え、アウトサイドからのシュート力も武器となって60勝22敗の成績でプレーオフに進出。プレーオフではカンファレンス準決勝で仇敵レイカーズを破り、カンファレンス決勝ではポポヴィッチの元上司であるドン・ネルソン率いるノヴィツキー、フィンリー&ナッシュのダラス・マーベリックスを退け、4シーズンぶりにファイナルに進出した。ファイナルでは、司令塔ジェイソン・キッドに牽引され2年連続ファイナル進出のニュージャージー・ネッツを4勝2敗で下し、ポポヴィッチ指揮の下2度目の優勝を遂げた。この優勝によって「ロックアウトの短縮シーズンでたまたま優勝しただけのチーム」という悪評を見事に覆し、黄金時代を築いていくこととなる。

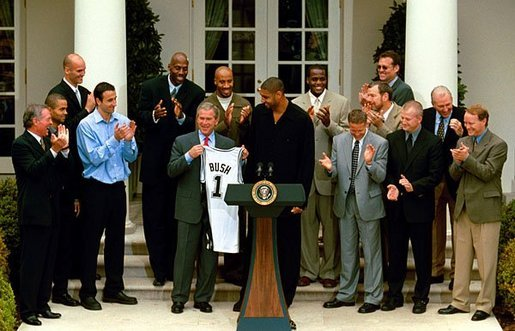
2003年ホワイトハウスでジョージ・W・ブッシュと

 2003-04シーズン は、レギュラーシーズンで7割近い勝率をおさめ、プレーオフへ進んだ。1回戦ではグリズリーズを難なくスイープで下し、カンファレンス準決勝はロサンゼルス・レイカーズとの対戦となった。このシーズンのロサンゼルス・レイカーズは、シャック&コービーの最後のシーズンとなり、何としてもチャンピオンリングを取りたいベテランのカール・マローン、ゲイリー・ペイトンの大物2人を加えて「史上最強のチーム」とも呼ばれていた。結果はスパーズが2勝0敗とリードしたものの、その後に4連敗を喫してレイカーズに敗れた。この敗北でチームは大幅な改造をすることとなり、ブレント・バリー、ナジー・モハメド、グレン・ロビンソンを獲得した。このシーズンから、基本に忠実でありながら圧倒的な支配力を見せるプレースタイルからビッグ・ファンダメンタル（The Big Fundamental）の愛称を得たティム・ダンカンを中心としたチーム構築が始まる。
 2004-05シーズン は、新球団の新設に伴いリーグが再編成された。2カンファレンス4デビジョン制から2カンファレンス6デヴィジョン制となり、スパーズはミッドウエスト・デビジョンから現在のサウスウエスト・デビジョン所属となった。4年目のパーカーが平均16.6得点、3年目のジノビリが平均16.0得点、ダンカンが平均20.3得点の成績を残し、ビッグスリー誕生のシーズンとなった。大黒柱のティム・ダンカンとパーカー、ジノビリに牽引されたチームは、ウェスタンカンファレンス2位の59勝23敗でプレーオフに進出した。デンバー・ナゲッツ、シアトル・スーパーソニックス、スティーブ・ナッシュの活躍で一躍優勝候補に躍り出たフェニックス・サンズを下し、NBAファイナルへと進んだ。イースタン・カンファレンスを制して2連覇に挑んだデトロイト・ピストンズを接戦の末4勝3敗で破り、2年ぶりの王座奪還、3度目の優勝を果たした。ファイナルMVPには大黒柱のティム・ダンカン（プレーオフ平均23.6得点、12.4リバウンド、2.7アシスト、2.3ブロック）が選ばれた。
 2005-06シーズン は、ダンカンやジノビリが故障を抱えて不調であったが、オフに獲得したベテランのマイケル・フィンリーやパーカーの活躍が目立った。特にパーカーは苦手だったロングレンジからのシュートを封印し、得意のペネトレイトからの得点により磨きをかけ、フィールドゴール成功率が急上昇。PGとしては異例の54.8%を記録してチームのリーディングスコアラーとなった。スパーズはレギュラーシーズンでチーム記録となる63勝19敗の成績を残した。第1シードでプレーオフに臨み、1回戦ではキングスを危なげなく下し、カンファレンス準決勝ではかつてスパーズに所属し、ポポヴィッチの下で優勝を経験したエイブリー・ジョンソンがヘッドコーチを務めるダラス・マーベリックスと対決した。このライバル対決は白熱したものとなり、ノヴィツキーとダンカンのエース対決も大いに盛り上がった。最終戦までもつれ、迎えた第7戦、試合終盤でスパーズは3点リードしていた。しかし、ノヴィツキーが巨体を躍らせながらゴール下に切り込み執念のダンクを決め、さらにジノビリからファウルを引き出してボーナススローも決めた。土壇場で追い付かれたスパーズは、オーバータイムで力尽きてシーズンを終えた。

### ビッグスリーの時代
2006-07シーズン は、ジノビリがシックスマンへと移向。スターター級のジノビリがベンチに控えることは相手チームにとっては脅威となり、「行き詰った試合の流れを変える」というシックスマンの仕事はうってつけであった。地味ではあるがファブリシオ・オベルト、マット・ボナーの加入も効果が現れ、7割以上の勝率でプレーオフに進出した。また、このシーズンをもって、50勝以上に相当する戦績（勝率61%以上）でのプレーオフ進出が10年連続となった。1回戦のデンバー・ナゲッツとのシリーズ第5戦ではジノビリに替わりスターターとなったマイケル・フィンリーが3ポイントシュート9本のうち8本を決めるなど活躍。ナゲッツ、サンズ、ジャズを次々と下し、ウェスタンカンファレンス優勝を勝ち取った。ファイナルでは、レブロン・ジェームズ率いるイースタンカンファレンス優勝のクリーブランド・キャバリアーズを、02年のロサンゼルス・レイカーズ以来の四戦全勝で退け、2年ぶりの王座に返り咲いた。ファイナルでは、レブロン・ジェームズに、強固なディフェンダーであるブルース・ボーエンをマッチアップさせ、フィールドゴール成功率を35%に抑え込む一方、オフェンスではトニー・パーカーが独擅場とも言える働き振りを見せ、平均24.5得点、5リバウンド、3.3アシスト、FG成功率57%を記録し、ファイナルMVPを受賞した。これは欧州出身選手としては初めての受賞であった。この時点でスパーズは出場した4回のNBAファイナルですべて優勝を成し遂げている。また、4-0、4-1、4-2、4-3と勝利のすべてのケースを経験しており、通算16勝6敗（勝率72.7%）でファイナルに強いチームであるといえる。

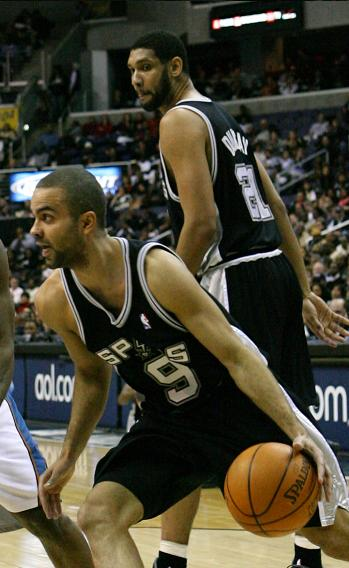
2007年シーズンのパーカーとダンカン（ロードゲーム）

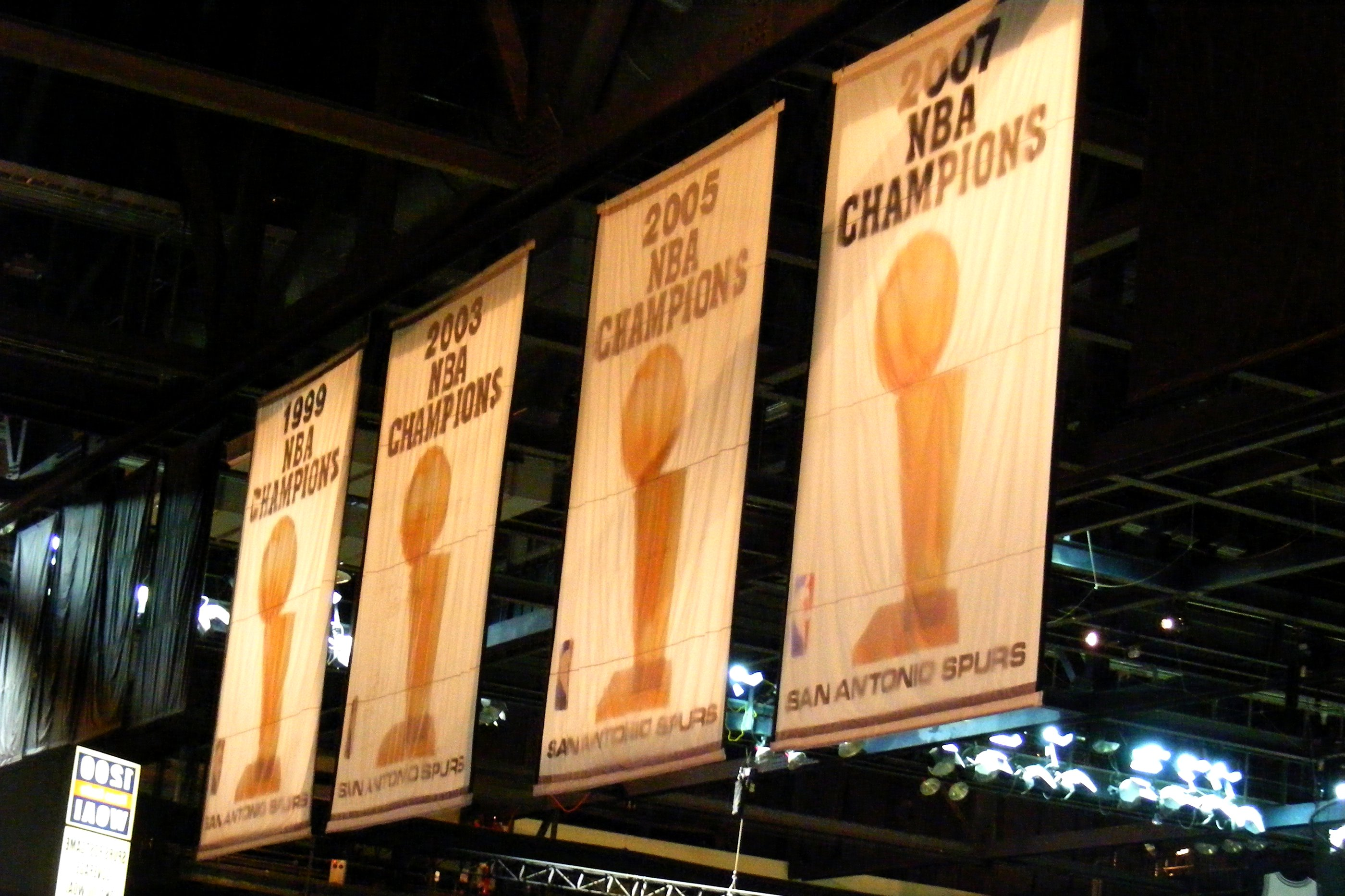
NBAチャンピオンバナー

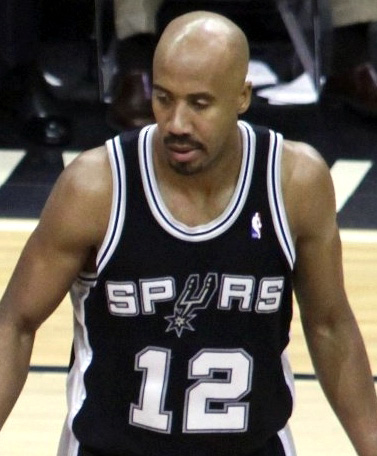
引退直前のブルース・ボウエン

 2007-08シーズン は、例年通りシーズンでは安定した戦いを見せ56勝をあげ、プレーオフに進み、フェニックス・サンズ、ニューオリンズ・ホーネッツを破り、カンファレンスファイナルへと駒を進めた。しかし、このシーズンにシックスマン賞を受賞するほどの活躍を見せていたジノビリがプレーオフ1回戦のサンズ戦で左足首を負傷し、カンファレンス決勝のロサンゼルス・レイカーズ戦ではその怪我の影響で力が出し切れず、意外なほどあっさりと敗れてまたしても連覇を逃した。この年のプレーオフ時点でのロースターの平均年齢は32歳を超えており、チームの若返りがオフの課題となったが、主要な補強は、ロジャー・メイソンとの契約、ジョージ・ヒルのドラフトでの加入程度にとどまった。
 2008-09シーズン は、ジノビリが昨シーズンのプレーオフで負傷した左足首を北京オリンピックでさらに悪化させ9月に関節鏡視下手術を受けた。この影響もあってかチームは73年以来の開幕3連敗をしてしまった。しかし4戦目のウルブズ戦でパーカーがキャリアハイの55得点10アシストの大活躍で連敗を止めた。その後、ジノビリは右腓骨に疲労反応が出たことの影響などで出場試合が自己最低の44試合に終わった。その一方で、新加入のロジャー・メイソンが71試合に先発、全試合出場も果たし、キャリア最高の成績（平均11.8得点、3ポイント成功率42.1%）でジノビリの不在を補った。しかし、チームの勝利数は昨年を下回り、ウェスタンカンファレンス第3シードでプレーオフに臨むこととなった。ここでも右の腓骨の疲労骨折で欠場したジノビリの不在が響き、2007-08シーズンに、ベテランPGのジェイソン・キッドを獲得していたダラス・マーベリックスに破れ、2000年以来の1回戦敗退となった。この年あたりから、衰えが見え始めたダンカン1人に頼るスタイルは終わりを告げざるを得ず、パーカー、ジノビリとのビッグ3にプラスアルファーを求めて、オフには主力級のリチャード・ジェファーソンをトレードで獲得した。なお、このシーズンで50勝以上の成績を10年間続けたことになる。
 2009-10シーズン は、ディフェンスの要であるブルース・ボーエンが昨シーズンで引退していたこと、リチャード・ジェファーソンがチームにマッチせず期待した程の活躍ができなかったこと、パーカーが怪我のため出場56試合にとどまったことなどが重なって成績を落とした。一方で、パーカーの怪我により大幅に出場時間を増やしたジョージ・ヒルは期待を上回る活躍を見せた。ダンカン時代を通じて最低の勝率に終わったが、なんとか50勝は確保し、50勝以上のシーズン継続記録を11年に伸ばした。プレーオフには第7シードで進出し、1回戦のダラス・マーベリックス戦はジノビリが鼻骨を骨折しながらもプレーを続ける奮闘を見せるなどして突破したものの、2回戦の対戦相手フェニックス・サンズにあっさりとスウィープされシーズンを終えた。
 2010-11シーズン は、ジノビリを中心に据えてパーカー、ダンカンとまさにビッグスリー体制で臨んだ。ダンカンは負担軽減でプレー時間を減らしたため平均得点・平均リバウンドがNBA入り後最少に終わったにもかかわらず、チームは61勝21敗と強さを見せつけて第1シードでプレーオフに突入した。この時点でのチーム状況は、アップテンポで攻撃的な試合展開によって得点力が確実に上がった反面、スパーズの最大の強みである強固なディフェンスに隙が見えることも屡々あり、万全とは言い切れないものであった。迎えたプレーオフ1回戦、ジノビリは右肘を負傷して初戦を欠場することとなり、それ以降も万全な状態でプレーすることができなかった。また、リチャード・ジェファーソンの不振も重なって、1戦目でメンフィス・グリズリーズにグリズリーズ史上初めてのプレーオフでの勝利を許した。そして、スパーズはその後もグリズリーズの勢いを止められず2勝4敗で1回戦敗退を喫した。プレーオフで第1シードチームが第8シードチームに敗退することは、1回戦が7試合制になって以降、史上2度目となる失態であった。中心メンバーがベテラン揃いになり、シーズンでは力を発揮するものの長いシーズン後のプレーオフでは疲労が取れずに力を発揮できていないことと本来のディフェンス力を取り戻すことが課題として残った。しかし、一方では、ジョージ・ヒル、デュワン・ブレア、ゲイリー・ニール、ダニー・グリーンなど他チームからさほど注目されなかった好選手を見い出して育てるというスパーズの目利きぶりが発揮され、若返りのための取り組みは進めていた。

#### レナード入団とチーム再構築

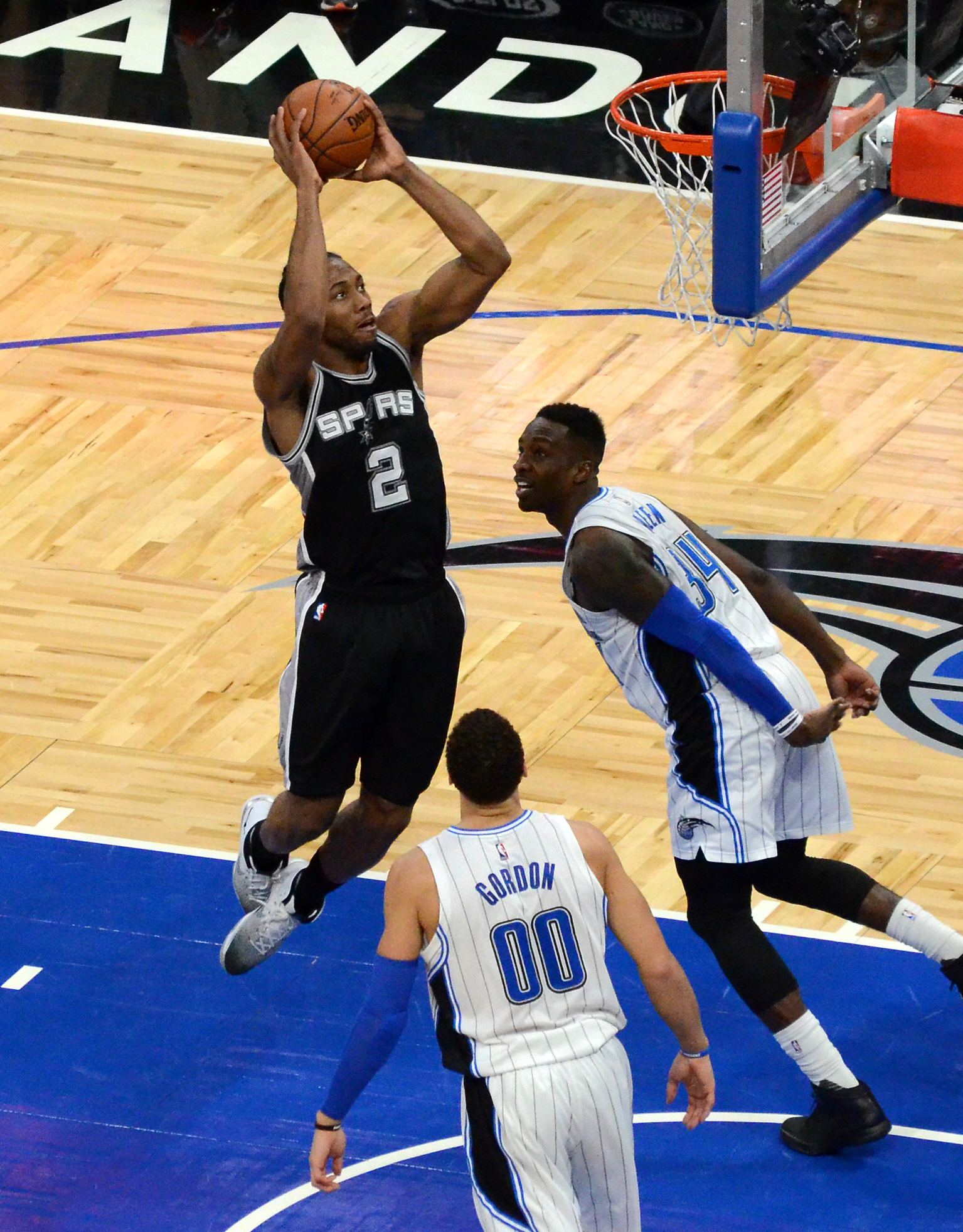
ダンクシュートを試みるカワイ・レナード（2011年）

2011-12シーズン は、順調に成長を遂げてきたジョージ・ヒルの故郷インディアナでの更なる飛躍と、近年不安材料となっていたディフェンス力の立て直しを図るため、インディアナ・ペイサーズの2011年ドラフト1巡目指名のカワイ・レナードとジョージ・ヒルとのトレードを敢行した。更に、カナダ人ポイントガードのコーリー・ジョセフを1巡目指名により獲得した。その他の補強では、パーカーのバックアップとしてポイントガードのT・J・フォードと契約した。
このシーズンは1998年以来のロックアウトでレギュラーシーズンは全66試合と短縮された。開幕後ジノビリの左手骨折や古傷によるフォードの突然の引退などのアクシデントがあったものの、ベテラン陣の安定した働きやスプリッターを筆頭とする若手の成長によって、シーズン中盤まで勝率約7割で安定して乗り切った。そんな中、ルーキーのレナードも経験不足ではあるものの期待通りのディフェンス力を発揮した。シーズン途中のトレード・デッドライン直前には、総合的な貢献に限界が感じられたリチャード・ジェファーソンのトレードで、2002-2003シーズンチャンピオンメンバーのスティーブン・ジャクソンを獲得し、その後もフォードの引退により待ち望まれていた控えポイントガードのポジションにパティ・ミルズを獲得し、パーカーの旧知でリーグ屈指のユーティリティープレーヤーのボリス・ディアウと契約を結んだ。シーズン終盤、補強選手がチームにかみ合うと、42勝16敗となった時点で2年連続18度目のサウスウエスト地区優勝を飾り、残り2試合で48勝16敗となった時点でウエスタンカンファレンスのプレーオフ第1シード権を得た。最終的にレギュラーシーズンを50勝16敗で乗り切り、ロックアウトで短縮されたシーズンであったにもかかわらず50勝以上のシーズン継続記録を13年に伸ばした。また、前回のロックアウトシーズンも含めた勝率61%以上（50勝以上相当）のシーズンと、プレーオフへの進出は15年連続となった。このシーズンでポポヴィッチは、11連勝後に、2度にわたりビッグスリーを一度に休ませる策に出て、連勝は伸ばせなくとも選手全員が良い体調を維持しプレーオフへ突入する体勢を作り、自身2度目の最優秀監督賞に輝いた。1回戦は、第8シードのユタ・ジャズとの対戦となったが、レギュラーシーズンを10連勝で終えた勢いのままに4戦連勝で難なくスイープし、続くカンファレンス準決勝ではクリス・ポールの加入とブレイク・グリフィンの成長により2006年以来のカンファレンス・セミファイナル進出となったロサンジェルスクリッパーズにも4連勝した。カンファレンス・ファイナルはオクラホマシティ・サンダーとの対戦となり、ホームコートで幸先良く連勝して連勝を20に延ばした。しかしアウェイでの3戦目をサンダーのフィジカルなディフェンスによってオフェンスリズムを崩して大差で落とすと、波に乗ったサンダーの勢いを止める事が出来ず、そのまま4連敗して2007年以来のカンファレンス優勝を果たすことは出来なかった。

#### 若返りとチームスタイルの確立
2012-13シーズン は、アシスタントコーチのジャック・ヴォーンがオーランド・マジックのヘッドコーチとして転出するなどコーチ陣に移籍があったが、ロースターはフランスナショナルチーム代表のナンド・デ・コロを加えた程度で、昨シーズンと殆ど変わりのない陣容で開幕を迎えた。その分、チームとしての完成度は高く、途中レナードとジャクソンの主力2名を故障で欠いたが11月終わりまでの17試合で13勝4敗と好成績のスタートをきった。11月下旬の長期ロードにおいて、スパーズは全米テレビ放送のあった29日のマイアミ・ヒート戦でダンカン、パーカー、ジノビリ、グリーンの主力4選手を遠征から一足先にホームに帰らせて休養を与えたとして、リーグから25万ドルの制裁金処分を受けた。この試合はワンサイドゲームとなると予想されたが、主力計6人を欠いた9人編成のチームは残り1分の時点までリードし、昨年のチャンピオンを苦しめたが惜敗に終わった。ヘッドコーチのポポヴィッチは予てから主力に休養を与える戦術を用いており、デビッド・スターンの決定については「残念」であるとしたが、テレビ放映権に関わる過密日程が問題視される中では、今後も選手を休養させる可能性のある事を示唆した。12月にはボブキャッツ戦で19本、マーベリクス戦で20本の3ポイントショットを決め、フランチャイズ記録を塗り替えるなどの記録を残した。シーズン中盤から終盤に掛けてジノビリ、パーカー、ディアウなど主力に故障者が出たものの総力戦で例年通りの安定した戦いを続け、50勝以上のシーズンを14年連続とした。最終的に58勝24敗と60勝には届かなかったが、ウェスタンカンファレンス第2シードで16シーズン連続でプレーオフ進出を決めた。プレーオフ直前に、フィールドゴール成功率の低迷するスティーブン・ジャクソンを解雇し、前年夏のワークアウトに参加していたトレイシー・マグレディと契約を結びプレーオフに臨んだ。オールNBAファーストチームにダンカンが、セカンドチームにパーカーが選出された。
プレーオフ1回戦は、コービー・ブライアント（アキレス腱断裂）を筆頭に主力の故障による離脱が続いた第7シードのレイカーズとの対戦となり、労することなく4戦全勝でスイープした。このシーズン最大の注目トレードでレイカーズに加わったドワイト・ハワードも期待された活躍が出来ず、最終戦では2度のテクニカルファウルを犯してシーズンの終了を待たず退場となっている。カンファレンス・セミファイナルは、第3シードのデンバー・ナゲッツをアップセットした第6シードのゴールデンステート・ウォリアーズとの対戦となった。第1戦はステフィン・カリーの爆発的な活躍によって4クォーター残り4分で16点差という大量リードを許したが、その展開から追いつき2度の延長の末、残り数秒でのジノビリの3ポイントで逆転し、そのまま2点差で逃げ切った。残り時間4分16点差からの逆転はプレーオフ史上、初めての出来事であった。次戦はウォリアーズ期待の若手クレイ・トンプソンの奮起でホームゲームを落としたが、ロードで1勝1敗と粘り、ホーム第5戦とロード第6戦を連勝しカンファレンス・セミファイナルを突破した。カンファレンス・ファイナルはサンダーをアップセットで倒したメンフィス・グリズリーズとの対戦となった。この年の最優秀ディフェンシブプレーヤーに選ばれたマルク・ガソルを擁し、強固なディフェンスで定評のあるグリズリーズとの第1戦は泥臭い試合になると予想されたが、安定した試合運びで22点差のワンサイドゲームでスパーズが勝利した。第2戦は最終クオーター残り26秒4点差で逃げ切りの展開から、ジノビリのトニー・アレンに対するフレグラント・ファウルに伴う2スローアンド1ポゼッションで追いつかれ、オーバータイムまでもつれ込んだがダンカンの6得点で連勝を決めた。後日、このフレグラントファールはアレンのフロッピングと裁定され、5,000ドルの罰金が科された。第3戦は開始直後からのグリズリーズの激しいディフェンスによって1クォーターで8ターンオーバー、13得点、29失点の16点ビハインドに追い込まれた。しかし2-4クオーターの地道な追い上げで2試合連続オーバータイムとなり、前戦同様ダンカンが要所で活躍して3連勝となった。この試合でダンカンはプレーオフでの通算ダブル・ダブルを144とし、143回のウィルト・チェンバレンを抜いて歴代2位となった。ちなみに、1位はマジック・ジョンソンの157回、4位はシャキール・オニールの142回、5位はビル・ラッセルの137回である。第4戦はパーカーのフィールドゴール成功率7割を超える37得点でグリズリーズを圧倒しスイープする結果となり、2007年以来久々のカンファレンス優勝を飾った。そんな中、ファイナルを前にポポヴィッチの下で6年間第1アシスタントコーチを務めてきたマイク・ブーデンホルツァーが来期アトランタ・ホークスのヘッドコーチに就任することが発表された。

#### 久々のファイナル進出と初の敗退
イースタンカンファレンス決勝はヒート対ペイサーズで7戦まで縺れたが、2013年NBAファイナルのスパーズの対戦相手は前年王座のヒートとなった。レブロンとは7年ぶりのマッチアップとなる。スパーズは最長の休養期間、ヒートは最短の休養期間での対戦となったアウェイでの第1戦はビッグスリーの安定した働きで勝利したが、第2戦は逆にビッグスリーが精彩を欠き第3クオーターで突き放されるとそのまま敗戦した。ホームに戻った第3戦は、グリーンとニールを中心にNBAファイナル新記録の3ポイント16本（32投）を決め、レナードのレブロンへのディフェンスも有効に機能しゴール成功率を33%、フリースローなしに抑え、37点差の大量リードで勝利した。第4戦は、ビッグスリーが、パーカーの右ハムストリングの故障とジノビリの長期スランプから、合計40得点に止まったのに反し、ヒートのビッグスリーには合計85得点を許して16点差で敗れた。この試合ではヒートのクリス・ボッシュにフロッピングの裁定が下り、ファイナルでは初の罰金が科された。ホームでの最終戦となる第5戦はジノビリがスターターで、センターなしのスモールラインアップで臨んだ。ジノビリがこれまでの不調を払拭し24得点10アシストの活躍を見せ、パーカーも故障を抱えながら26得点、ダンカンは安定して17得点12リバウンドとビッグスリーが本来の姿を取り戻した上に、グリーンが24得点としぶといディフェンスで貢献し、対戦成績を3勝2敗と優位に立った。この試合で6本のスリーポイントを決めたグリーンは、相手チームのレイ・アレンがセルティクスで2008年に記録したファイナル3ポイント総成功数記録22本を超え、更に25本まで記録を伸ばした。この時点で成功率は66%であった。第6戦、前半はダンカンのハイパフォーマンスで優位にゲームを進め、このまま優勝するかとおもわれたが、グリーンの3ポイントが封じられたこと、ジノビリのターンオーバーの繰り返し、終盤のダンカンとパーカーの消耗が響き、勝利直前のレイ・アレンの劇的な同点3ポイントによってオーバータイムに縺れた末に敗れ、3勝3敗となった。最終戦は、近年希に見る接戦となったが、レブロン・ジェームズに本来の爆発力を取り戻されてしまい、スパーズは初めてファイナルで敗退を喫した。（スパーズはこれまで4度のファイナル進出ですべて優勝していた。）

### チームバスケットの確立
2013-14シーズン は、開幕前にFAのゲイリー・ニールがミルウォーキー・バックスへ、デュワン・ブレアが同地区のライバルであるダラス・マーベリックスに移籍し、主な補強はマルコ・ベリネッリ（前ブルズ）、ジェフ・エイアーズ（前ペイサーズ）の入団となった。オールスター前までの前半戦は、レナード、グリーン、スプリッターなどの故障欠場でスターターの変更を余儀なくされたが、層の厚いベンチプレーヤーの活躍で38勝15敗の成績で乗り切った。中でも、以前ユーロリーグでジノビリと同チームでプレーした経験のあるベリネリは当初からチームに馴染み、高確率で3ポイントを決めてチームに大きく貢献した。また、ベリネリはオールスターのスリーポイントシュートアウトで24得点をあげ優勝した。オールスター明けの後半戦は、パーカーが体調万全まで回復するためにはじめの数試合を休養したがチームは好調を維持した。
3月15日、レイカーズ戦での勝利でビッグスリー（ダンカン、パーカー、ジノビリ）のレギュラーシーズン勝利数を491勝とし、ロサンゼルス・レーカーズのマジック・ジョンソン、カリーム・アブドゥル＝ジャバー、マイケル・クーパーを抜いてNBA歴代2位となった。なお、歴代首位540勝のトリオはボストン・セルティックスのラリー・バード、ケビン・マクヘイル、ロバート・パリッシュである。スパーズビッグスリーでの試合数は664試合で歴代3位であり、勝率は74%とポポヴィッチ時代の勝率68%の中でも群を抜いている。プレーオフ試合数は2014年5月6日時点で165試合で歴代1位である。2位はマジックらの157試合、3位はバードらの150試合である。また数あるビッグスリーの中でも、全員が異なる国籍であるのはスパーズビッグスリーのみである。従来から外国籍選手が多いスパーズではあるが、このシーズンはナンド・デ・コロがオースティン・デイと交換トレードされた後でも、フランス2名、オーストラリア2名、カナダ、アルゼンチン、イタリア、ブラジル各1名、合計8名が海外選手で占められていた。
このシーズン66試合目となるユタ・ジャズ戦を10連勝で勝利し、50勝以上のシーズンを15年連続とした。ここから連勝は更に続き、レギュラーシーズンのフランチャイズ新記録の19連勝まで到達した。ちなみに、レギュラーシーズンからプレーオフを合わせた連勝記録は前シーズンの20連勝である。4月12日のサンズ戦に勝利して62勝18敗とし、プレーオフ全体の第1シードを確定した。その後の2戦は主力を休養させたため2敗し、62勝20敗でレギュラーシーズンを終えた。このシーズンのスパーズは従来にも増してチームプレー重視のスタイルが貫かれ、少しでもオープンな選手がいればパスを回し続ける(ワン・モア・パス)プレーで、アシスト数はポイントガードに偏らず、チームとして毎試合多くを記録した。また得点に関しても、スタープレーヤに偏るのではなくチームとして積み上げていく(アンセルフィッシュ)スタイルで強固なオフェンスを作り上げた。ロースターのうち9人が1試合平均8得点以上を記録するという、NBAの歴史の中でも珍しい記録を作った。

#### トップシードでプレーオフへ
プレーオフ1回戦はダラス・マーベリックスとの対戦となった。ダラスのヘッドコーチのカーライルは、通常のマッチアップでは勝算が薄いと踏んで、ピック・アンド・ロールディフェンスでスイッチを多用し敢えてミスマッチを作り、スパーズのシステマチックなオフェンスに混乱を生じさせる策に出た。第2戦はダラスのこの戦術が当たりスパーズが敗れ、第3戦はヴィンス・カーターのブザービーターで連敗を喫し、第6戦は元スパーズのデュワン・ブレアの10得点、14リバウンド、4スティールのダブル・ダブルの活躍で敗れ、最終戦まで縺れた。最終戦ではスパーズが本来のリズムを取り戻して大差で勝ち、4勝3敗で対ポートランド・トレイルブレイザーズのカンファレンス・セミファイナルへ進んだ。
カンファレンス・セミファイナルは、ホーム初戦から3戦まで圧勝し、4勝1敗でカンファレンスファイナルへ進んだ。オクラホマシティ・サンダーとのホームでの第1戦は、122-105で圧勝し、この勝利でスパーズビッグスリーのプレーオフでの勝利数は110となり、ショータイム時代のロサンゼルス・レイカーズの、ジョンソン、ジャバー、クーパートリオと並んだ。第2戦は112対77とさらに大勝し、勝利数を111として、歴代最高記録を達成した。ロードでの第3戦、第4戦は、欠場していたサージ・イバーカの突然の出場に撹乱され連敗を喫したが、第5戦からイバーカ対策としてマット・ボナーをスターターに起用し、イバーカをペイントエリアからペリメーターに引き出してペイントエリアポイントを増やすことに成功し勝利した。第6戦はオーバータイムまで縺れたが、連勝して2年連続でカンファレンス優勝を勝ち取った。今回からホーム・ホーム・アウェイ・アウェイ・ホーム・アウェイ・ホームにフォーマットが変更になり、移動の負担が増えるファイナルは2年連続ディフェンディングチャンピオンのマイアミ・ヒートとの対戦となった。

#### 7年ぶりのチャンピオン

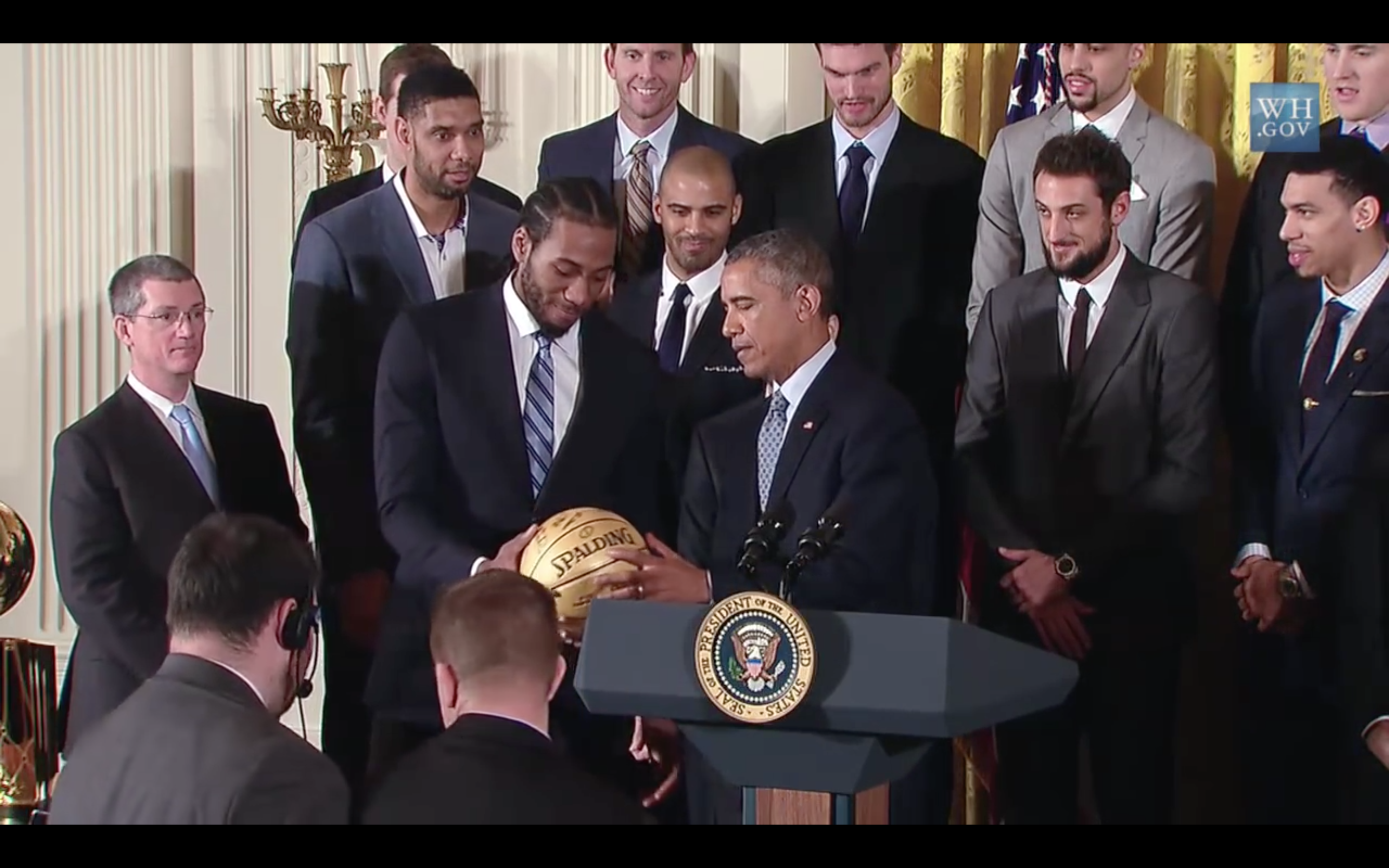

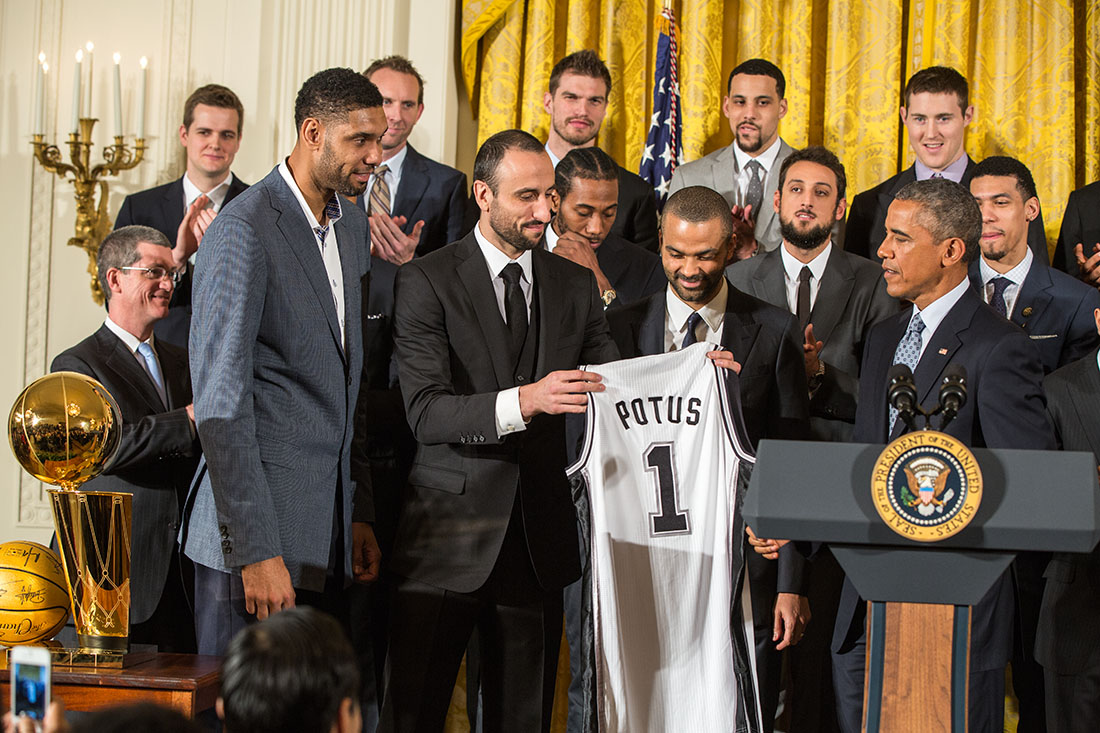
2003年ホワイトハウスでバラク・オバマと

ホームでの第1戦は、AT&Tセンターの空調設備が故障し、コートの温度が32℃を上回る過酷な条件でゲームが進んだ。終盤、レブロン・ジェームズが左足に痙攣を起こし途中退場するとヒートは完全に変調をきたしスパーズの圧勝に終わった。この出来事は後に「エアコンゲーム」と呼ばれた。第2戦はレブロンが復活し、ゲームは接戦となったが勝負どころでスパーズがパーカー、ダンカンと4連続でフリースローを外し、これまでプレーオフで連敗していないヒートに僅差で逃げ切られた。
アウェイのアメリカン・エアラインズ・アリーナに所を変えた第3戦は、センターの先発をティアゴ・スプリッターからボリス・ディアウに変更することを決断。するとスパーズの完成度の高いチームオフェンスが更に機能し、前半でFG成功率75.8%というNBAファイナル記録をたたき出し、前半終了時で71対50と21点差とした。後半も1、2戦、スランプ気味であったカワイ・レナードがディフェンス・オフェンス共に活躍し、キャリアハイとなる29得点をあげ、19点差で圧勝した。このゲームを期にレナードが攻守ともに好調を取り戻し、スパーズのベンチメンバーも含めた総力オフェンスに対し、ヒートはスパーズの "奇襲" に策を失い、クリス・ボッシュがディアウのディフェンスに手を焼き、平均12点台に抑え込まれ、トニー・パーカーとパティ・ミルズが繰り出す多彩なゲームメイクに対応出来なかったマリオ・チャルマーズも我を失ったかのようなプレーぶりに終始するなど連敗を喫し、ホームでの第5戦を前に優勝に王手をかけた。
ファイナル3勝1敗から逆転したチームはないことを受け、ジェームズは歴史は自分たちが作ると復活を誓った第5戦は、序盤のみレブロンの活躍があったがその後はスパーズが総合力で凌駕し圧勝で5度目となるチャンピオンを勝ち取った。ファイナルMVPはディフェンス・オフェンス共に活躍した成長著しいカワイ・レナードが受賞した。このシーズンのスパーズのプレーは、パスを中心においたボールムーブでメディアから「ビューティフル・バスケットボール」などと表現されたように、チーム最優先のプレーが際立っており、他チームのプレーヤーもこれを賞賛した。合計70点差をつけての優勝は、1965年のファイナルでボストン・セルティックスがロサンゼルス・レイカーズを相手に合計63点差をつけて優勝した時の記録を抜き、ファイナル史上最大得点差での優勝となった。フィールドゴール成功率52.8%もファイナル新記録であった。スパーズはこれまで奇数年のみ優勝(1999年、2003年、2005年、2007年)してきたが、初めて出場した偶数年のファイナル(2014年)を制し優勝した。これまで「偶数年に弱い」と揶揄されてきたスパーズが、遂にそのジンクスを打ち破ったのだった。

#### 初連覇への挑戦
2014-15シーズン は、チーム初となる連覇への挑戦のシーズンとなった。昨シーズンの優勝メンバー14人がチームに残り、2014年のNBAドラフト1巡目30位指名のカイル・アンダーソンを新たに加えたロースターで、アシスタントコーチにイタリアの名将エットレ・メッシーナと、女性初のフルタイムアシスタントコーチとして、WNBAで活躍したベッキー・ハモンを迎え、開幕した。レナードの眼の感染症、スプリッターの脹脛の張り、ミルズの肩の回復待ちで、戦力の少ない中、開幕6戦目のクリッパーズ戦で、ビッグスリーが通算500勝を挙げ、第7戦のレイカーズ戦でダンカンがレギュラーシーズン通算25,000得点を超えた。序盤戦は、ミルズの欠場に加え、レナードの右手腱の損傷、パーカー、ベリネリ、スプリッターと故障欠場が相次ぎ、勝率6割前後で推移した。12月にミルズ、スプリッターが復帰し、1月にパーカー、レナードが復帰し、状況が上向きになる中、優勝メンバーのオースティン・デイをウェイブし、空きのできたロースターへ、シーズン前のNBAサマーリーグに参加しており、傘下のオースティンで好成績を続けていたジャマイカル・グリーンを加えたが、2回目の10日間契約には至らず、レジー・ウィリアムズと10日間契約を経て、シーズン終了までの契約を結んだ。

#### ポポヴィッチ 1,000勝
このシーズンのロデオ・ロード・トリップの2戦目のインディアナ・ペイサーズ戦を4クオータで14点差から逆転勝利し、グレッグ・ポポヴィッチヘッドコーチのレギュラーシーズン通算1,000勝利目を飾った。ポポヴィッチの勝利数は、ホーネッツ、ウルブス、ラプターズ、グリズリーズ、ペリカンズ5チームのそれぞれのフランチャイズ勝利数を上回っている。この時点で、1,000勝以上しているのは、ドン・ネルソン(1,335)、レニー・ウィルケンス(1,332)、ジェリー・スローン(1,221)、パット・ライリー(1,210)、フィル・ジャクソン(1,155)、ジョージ・カール(1,131)、ラリー・ブラウン(1,098)、リック・アデルマン(1,042)、ポポヴィッチの9人だけである。1フランチャイズでの達成は、ポポヴィッチとジェリー・スローンの2名である。また、リーグすべてのチームに対し勝ち越しており、この1,000勝で出場した選手ではティム・ダンカンが929試合、トニー・パーカーが703試合、マヌ・ジノビリが607試合、ブルース・ボーエンが454試合、マット・ボナーが400試合である。
トニー・パーカーが3月31日のマイアミ・ヒート戦で、NBA史上3番目の若さでレギュラーシーズン1,000試合出場を果たした。1000試合出場時点での勝利数(718)は、歴代1位の成績(2位はシカゴ・ブルズのスコッティ・ピッペンの715勝)、スパーズだけでの達成はダンカンに次ぐ2人目で、1チームでの達成は17人目である。

#### 18年連続のプレーオフ進出
4月1日、オーランド・マジック戦に勝利し、18年連続のプレーオフ進出と勝率6割以上を決めた。この時点の継続中では最長で、2位はアトランタ・ホークスの8年連続、歴代での記録は、シラキュース・ナショナルズ-フィラデルフィア・76ersの22年、ポートランド・トレイルブレイザーズ21年、ユタ・ジャズ20年、ボストン・セルティックス19年に次ぐ記録である。4月3日のホームでのデンバー・ナゲッツ戦を30点の大差で勝利し、50勝以上が16シーズン連続となった。この時点でチーム勝率を.615(1934勝1210敗)まで上げ、ロサンゼルス・レイカーズの.610(3215勝2061敗)を抑えて勝率歴代1位チームとなった。このシーズンのウェスタンカンファレンスは、最終戦まで順位が、2位から6位まで決定していないという大混戦となった。スパーズも勝てば2位、負ければ6位となる最終戦を迎え、この試合に勝てばプレーオフ進出が決まるニューオーリンズ・ペリカンズと対戦し、なんとしても自身初のプレーオフに進出したいアンソニー・デイビスの思いのこもった活躍によってスパーズは敗れ、第6シードで、プレーオフ第1回戦はロサンゼルス・クリッパーズとのマッチアップとなった。実力の拮抗する両チームによる第1回戦は稀に見る大接戦となり、最終第7戦まで縺れ、クリッパーズホームコートアドバンテージの中、リーグを代表するポイントガードであり、ダンカンのウェイクフォレスト大学の後輩であるクリス・ポールが、左足ハムストリングの痛みを抱えながらも、卓越したゲームメーカー、クラッチプレーヤーぶりを発揮し、スパーズはクリッパーズに押し切られる結果に終わり、2011年にメンフィス・グリズリーズにアップセットで敗れて以来の1回戦敗退となった。

#### オルドリッジ獲得
2015年7月4日、この年の注目フリーエージェントの1人であったラマーカス・オルドリッジ(前ポートランド・トレイルブレイザーズ)と4年総額8,000万ドルのマックス契約を結ぶと報じられ、7月9日、契約が締結された。オルドリッジのこれまでの背番号12は、スパーズではブルース・ボウエンの永久欠番となっていたが、ボウエンの快諾により復活することとなった。オルドリッジ獲得に先立ちキャップスペースを空けるため、ティアゴ・スプリッターをアトランタ・ホークスにトレードしたが、オルドリッジ獲得に加え、優勝機会を求め強豪チーム移籍を希望してインディアナ・ペイサーズからオプト・アウトしたデビッド・ウェストをベテラン・ミニマム・サラリーで獲得し、引退の囁かれたダンカンとも更に単年契約を延長し、ユーロリーグで活躍していたセルビアのビッグマン、ボバン・マリヤノヴィッチと単年契約を結び、フロントコートの一大補強に成功した。

### レナード・ザ・クロウの時代

#### 19年連続のプレーオフ進出
2015-16シーズン は序盤から好調を維持し、勝率8割以上で迎えた、2015年12月7日のフィラデルフィア・76ers 戦では、フランチャイズ記録となる51点差を付けて、119対68で勝利した。12月14日のユタ・ジャズの勝利で、ポポヴィッチヘッドコーチの通算勝利数が1043勝となり、リック・アデルマンの記録を抜き、歴代8位となった。12月16日のワシントン・ウィザーズ戦の勝利で、開幕ホーム14連勝のフランチャイズ記録を達成した。ホーム連勝記録はその後も更新され、3月17日のポートランド・トレイルブレイザーズ戦に勝利し、1976年にNBAに加入以来、現在所属の全チームに対して勝ち越し、連勝を34に、更に、3月19日のゴールデンステート・ウォリアーズ戦で、NBA歴代1位となる高勝率チーム対決(合計勝率.882)を制し、35連勝と記録を伸ばした。3月23日のマイアミ・ヒート戦、25日のメンフィス・グリズリーズ戦と、ホームでの連勝は続き、開幕からホーム37連勝となり、96年にシカゴ・ブルズが達成したNBA記録に並んだ。またこの時点でNBA通算勝利数2,000勝に到達した。右足大腿四頭筋打撲で、3試合を欠場していたレナードが復帰した31日のニューオーリンズ・ペリカンズ戦で勝利し、開幕ホーム38連勝のNBA記録となり、次戦のトロント・ラプターズで、39連勝と伸ばしたが、4月10日のゴールデンステート・ウォリアーズ戦に86-92で敗れ、遂に連勝記録はストップした。この時点で昨シーズンからのホーム連勝記録は48連勝であった。シーズンを跨いだホーム連勝記録は、2014-15シーズンから2015-16シーズンに続いたゴールデンステート・ウォリアーズの54連勝である。4月12日、最終ホームゲームとなったオクラホマシティ・サンダー戦でオーバータイムの末に勝利し、NBAシーズンホーム最多勝利記録であった1985-86シーズン、ボストン・セルティックスの40勝に並んだ。続く最終戦は、プレーオフに備え主力6名が休養する中、ダラス・マーベリックスに勝利し、フランチャイズ記録であった63勝を大きく上回る67勝15敗でレギュラーシーズンを締めくくった。NBA記録の73勝を挙げたゴールデンステート・ウォリアーズには及ばなかったものの、第2シードでプレーオフ進出を決め、19年連続のプレーオフ進出と17年連続のシーズン50勝以上を達成した。1回戦は、負傷者が続き主力のマルク・ガソル、マイク・コンリーを欠く第7シードのメンフィス・グリズリーズを圧倒しスイープした。カンファレンスセミファイナルは、ダラスを破り勝ち上がったオクラホマシティ・サンダーとの対戦となった。ここ5年で3度目の対決となったこのシリーズは、初戦はオルドリッジ、レナード、グリーンの活躍で124-92で圧勝したものの、第2戦最終版、オフィシャルのミスコールの不運に見舞われホームゲームを落とすと共に、終始、ダンカンを筆頭にディアウ、ウェストらフロントコート陣の不調が響き、スティーブン・アダムズ、エネス・カンターのビッグマン2人への対応に苦しみ、第3戦はアウェイで辛勝し2勝1敗とリードするも、第4戦の接戦を落とすと、第5戦のホームゲームも91-95で連敗を喫し、結局、ケビン・デュラント、ラッセル・ウェストブルックのオールスターコンビの勢いを止めることは出来ず、第6戦は、前半で31-55、最終的に99-113で大敗し、2勝4敗でカンファレンスファイナルに進むことは出来なかった。そしてシーズン終了後の7月7日、ついにダンカンが引退を表明し、1つの時代に幕が降りた。

#### ポスト・ダンカンの時代

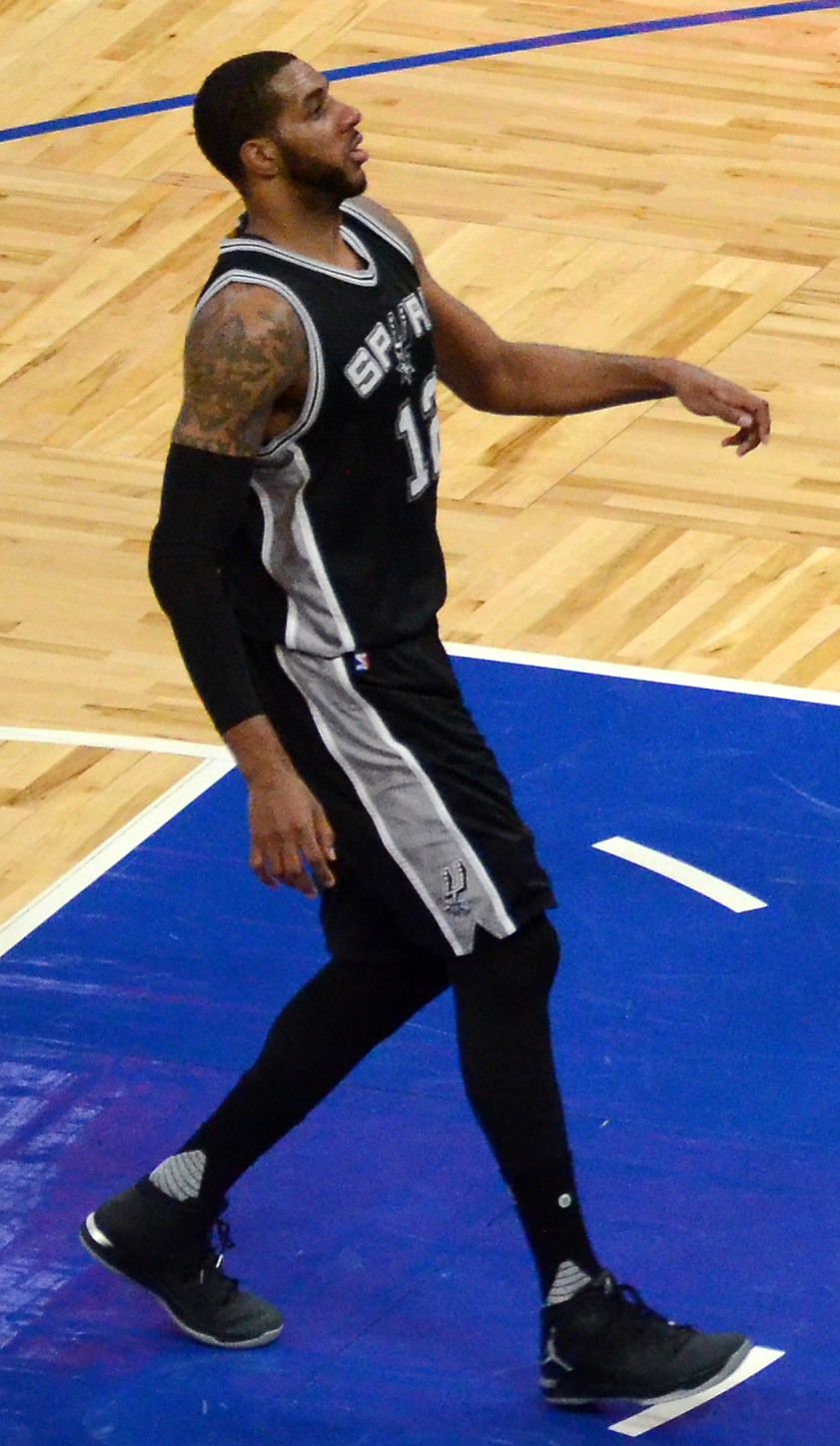
2017年2月

2016-17シーズン は、19年にわたりスパーズを牽引し、5回のNBAチャンピオンをもたらしたティム・ダンカンが引退したのを受け、パウ・ガソル、デビッド・リーといった優勝経験を持つベテラン、成長の見込めるビッグマンのドウェイン・デドモン、新人の外国籍でロングレンジを得意とするダービス・ベルターンスと契約するなど、フロントコートプレーヤーを中心とした補強が行われた。チームリーダーとなったカワイ・レナードは、開幕から攻守両面でスパーズを牽引し、開幕からアウェイゲーム連勝を継続した。一方で前シーズンにリーグ新記録となる40勝1敗を記録したホームゲームでは、11月1日の第2戦のユタ・ジャズ戦に91-105で落としたのを期に、5日のロサンゼルス・クリッパーズ戦 (91-118)、9日のヒューストン・ロケッツ戦 (99-101) も落とし、ホームゲーム3連敗でのスタートとなった。さらに2017年1月10日のミルウォーキー・バックス戦では、107-109の逆転負けを喫し、同ガードとしては2011-12シーズン以来の敗戦を喫した。一方、アウェイゲームでは連勝を続けて来たものの、12月8日のユナイテッド・センターでのシカゴ・ブルズ戦を91-95で落とし、開幕からのアウェイゲーム連勝記録は13でストップした。2017年1月6日、2006年から長期に渡って在籍し2度のチャンピオンズメンバーであり、フランチャイズ記録で歴代4位の3ポイント成功数を記録し、独自のキャラクターで人気の高かったマット・ボナーが現役引退を表明した。3月4日のミネソタ・ティンバーウルブズ戦を延長戦の末に、レナードの34得点、10リバウンド、6スティール、5アシストの活躍で勝利し、20年連続のプレーオフ進出を確定させた。3月8日のサクラメント・キングス戦では最大28点差から逆転勝利し、18シーズン連続の50勝以上を達成した。3月31日のオクラホマシティ・サンダー戦に前半の13点差から逆転勝利し、レギュラーシーズン7戦を残した時点で、2年連続22回目のデビジョン優勝を確定させた。61勝21敗で昨シーズン同様、ゴールデンステート・ウォリアーズに次ぐ第2シードでプレーオフ進出を決めた。1回戦のメンフィス・グリズリーズとの対戦は、ホームで連勝し2013年から続いていた対メンフィス戦のプレーオフでの連勝を10とした。アウェイで連敗を喫し2勝2敗となったものの、続く2戦をパーカー、レナードの牽引で連勝し勝ち抜いた。カンファレンスセミファイナルは、ポポヴィッチがヘッドコーチとなってプレーオフでの初顔合わせとなるヒューストン・ロケッツとの対戦となった。アップテンポで攻撃的な試合運びを得意とするマイク・ダントーニヘッドコーチによるジェームズ・ハーデンをポイントに据えたロケッツにホーム初戦から苦しめられ1敗を喫し、更に第2戦のプレー中にトニー・パーカーが左大腿四頭筋の腱を断裂するシーズン終了となる重症を負い離脱し、ロケッツもシリーズ好調だったネネイが故障離脱する中で、一進一退の緊迫したシリーズ展開となった。第5戦終盤で、レナードが足首捻挫でベンチに下がる中で、試合はオーバータイムまで縺れ、ロケッツの最終プレーで、ジノビリがハーデンの3ポイントをブロックし逃げ切り、シリーズに王手をかけた。続く第5戦は、レナードの出場は見送られたが、パーカーに代わるミルズとルーキーデジャンテ・マレー、レナードに変わるシモンズの活躍と、とこれまで調子の上がっていなかったオルドリッジが本来の力を取り戻し、114-75の大差で4勝目を勝ち取った。一方、これまで多くのプレータイムを戦い疲労が顕わとなったハーデンは、10得点6ターンオーバーと奮わずシーズンを終えた。この勝利でポポヴィッチはウェスタン・カンファレンスの他の全チームをプレーオフで打ち破った初めてのヘッドコーチとなった。しかし、ゴールデンステート・ウォリアーズとのカンファレンスファイナルでは、地力の差を見せつけられてしまう。第1戦は、前半戦を大量リードで折り返したにもかかわらず、第3クォーター途中で、頼みの綱レナードが、ザザ・パチュリアと接触した際に、痛めていた左足首の負傷を悪化させるというアクシデントが発生。以降レナードは試合に戻ることができず、スパーズは最大20点以上のリードをひっくり返され、111-113の痛恨の逆転負け。エースを失ったスパーズは、以降ウォリアーズの猛攻を止めることができず、4戦全敗で敗退となった。

#### レナードの長期離脱とトレード
2017-18シーズン は、昨シーズン主要控えプレーヤーであったデビッド・リー、ジョナソン・シモンズ、ドウェイン・デドモンを失い、トニー・パーカーとカワイ・レナードを前シーズン中に負った負傷の影響で、開幕から欠場を余儀無くされるという状態からスタート。一方で引退が濃厚とされていたマヌ・ジノビリが、引退を撤回し現役続行を決意。更にパウ・ガソルとラマーカス・オルドリッジに延長契約を与え、ベテランスコアラーのルディ・ゲイを獲得するなど、布陣を整えた。カイル・アンダーソンやデジャンテ・マレーら若手選手の奮起もあって、4連勝と好スタートをきったが、直後4連敗し、今後の苦戦が予想された。12勝7敗で迎えた11月27日のダラス・マーベリックス戦でパーカーが復帰を果たし6得点を記録した。パーカー復帰後、ブリン・フォーブスらベンチメンバーの貢献も有り、7勝1敗と好調を維持していたが、右大腿四頭筋の故障により、プレーシーズンゲームを全休し、開幕から27試合欠場していたレナードが、12月12日に行われたダラス・マーベリックス戦で復帰し16分の出場ながら13得点を記録するも、89-95で敗れ、12月27日のニューヨーク・ニックス戦でルディ・ゲイが踵を痛め、約2ヶ月の長期離脱をする中で、レナードは出場と欠場を繰り返しながら徐々に出場時間を増やしていくが、2018年1月5日に行われたフェニックス・サンズ戦で今度は肩を負傷し3試合を欠場、1月13日に行われたデンバー・ナゲッツ戦で復帰、19得点を記録したが、右大腿四頭筋の完全な回復が見られず、1月17日、レナードが無期限で欠場すると発表した。1月21日、グレッグ・ポポヴィッチヘッドコーチの決断で、長年ポイントガードのスターターを務めてきたトニー・パーカーを控えに置き、マレーをスターターに起用することが発表された。レナードの復帰時期が明確にならず、レナードの去就に関しての噂が飛び交う中で、チーム全体が徐々に調子を落として行き、2月13日の3連敗によって勝率は6割を割り込んだ。ウェスタンカンファレンスのプレーオフ出場枠を巡って混沌とする4月3日のロサンゼルス・クリッパーズ戦を113-110で落とし、シーズン33敗目を喫し、18シーズン続いてきた50勝超えの記録は終焉を迎えた。4月９日ホーム最終戦のサクラメント・キングス戦を98-85で勝利し21年連続プレーオフ進出を決めた。このシーズンは、レナードが僅か9試合出場に留まり、ホームではヒューストン・ロケッツ、トロント・ラプターズに次ぐ30勝-8敗の好成績を残したが、ロデオロードトリップを含むアウェイでのゲームを数多く落とし昨シーズンから大きく勝率を下げた。レギュラーシーズン最終戦は、共にプレーオフ進出を決めたニューオーリンズ・ペリカンズとの対戦であったがこれに敗れ、第7シードでプレーオフに進んだ。プレーオフは第2シードのゴールデンステート・ウォリアーズとの対戦となり、ステフィン・カリーは膝の負傷の回復を待って1回戦の出場を見送っていたが、ウォーリアーズのデフェンスを崩せずアウェイで連敗を喫した。ゲーム3を控えた2018年4月19日、ポポヴィッチの妻であるエリンの訃報が報じられ、ゲーム3以降、エットレ・メッシーナアシスタントコーチが指揮を執ったが110-97で敗れ3連敗となった。4月22日のホーム2戦目となるゲーム4は、フィジカルなディフェンスと3ポイント攻勢で103-90で勝利し、スウィープを免れた。この勝利で、ジノビリとパーカーは、コンビとしてプレーオフ勝利数を132として、NBA最多勝利デュオとなった。2位はティム・ダンカンとパーカーの131勝、3位はティム・ダンカンとジノビリの126勝、4位はコービー・ブライアントとデレク・フィッシャーの123勝、5位はマイケル・ジョーダンとスコッティ・ピッペンの117勝。4月24日のゲーム5を99-91で落とし、シーズンを終えた。
ラマーカス・オルドリッジがオールNBAセカンドチームに選出され、デジャンテ・マレーがオールディフェンシブセカンドチームに選出された。
7月に入っても、シーズン中から続いていたレナードとスパーズの確執は解けることはなく、レナードのトレード要求によって、2018年7月18日、レナードとダニー・グリーンは、デマー・デローザン、ヤコブ・パートルと2019年のNBAドラフト1順目指名権と交換でトロント・ラプターズにトレードされた
2018年7月6日にトニー・パーカーはシャーロット・ホーネッツと契約を結び、スパーズでプレーした17年に終止符を打った。8月27日に、マヌ・ジノビリがNBAでのスパーズ一筋18年のキャリアを残し引退を表明した。

### ミッドレンジの時代
2018-19シーズン 開幕前の6月、レナードとチームの間で故障のリハビリに対して齟齬が生じ、緊張が高まり、レナードはトレードを要求した。 2018年6月18日、レナードはダニー・グリーンとともにデマー・デローザン、ヤコブ・パートル 、2019年ドラフトの1巡目の指名権と交換でトロント・ラプターズにトレードされた。2018年7月6日、スパーズで17年間主力として活躍したトニー・パーカーがシャーロット・ホーネッツと契約し、チームを離れた。8月27日、 マヌ・ジノビリが16年間のスパーズでのキャリアを閉じ引退を表明した。開幕に向けてクインシー・ポンデクスター、ダンテ・カニンガム、マルコ・ベリネッリと契約し、ブリン・フォーブス、ルディ・ゲイと再契約した。

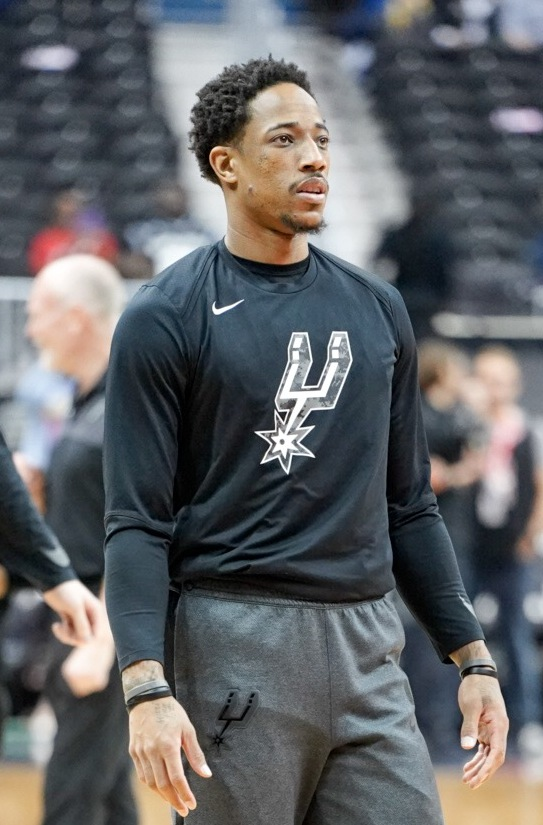
デマー・デローザン

一方、前十字靭帯損傷で、デジャンテ・マレーのシーズン全休が明らかになり、レギュラーシーズンを48勝–34敗で終え第7シードながら22シーズン連続でのプレーオフ進出を決め、フィラデルフィア・76ersが1971年までに記録したNBA史上最長記録に並んだ。1回戦はデンバー・ナゲッツとの対戦となり、第7戦まで粘ったものの敗退した。
 2019-20シーズン 開幕前にはドラフト19位でクロアチア出身のPFであるルカ・シャマニッチ、29位でケンタッキー大出身のウィングのケルドン・ジョンソン、2巡目49位でミシシッピ州立大学の4年生のガード、クインダリー・ウェザースプーンを指名した。そしてシャマニッチ、ジョンソンとルーキー契約、ウェザースプーンとツーウェイ契約を結んだ。
また、フリーエージェントでルディ・ゲイと2年総額3,200万ドルで再契約し、3&Dの優秀なロールプレーヤーである
デマール・キャロルと2年総額1,200万ドルで契約した
また、フリーエージェントであったマーカス・モリスと2年総額2,000万ドルの契約に合意し、その契約のキャップスペースを確保するために、ストレッチ・フォーであるダービス・ベルターンスをワシントン・ウィザーズへ放出した。 しかし、一度合意に至ったにもかかわらず、モリスがスパーズとの合意を破棄し、ニューヨーク・ニックスと単年1,500万ドルの契約に合意したため、結果的にスパーズはベルターンスを無駄に放出した形となった。一連のモリス騒動の後、最終的にトレイ・ライルズと契約した。
シーズンでは昨季同様デローザンとオルドリッジを中心に戦ったが、不安定な戦いが続きプレーオフ圏内から遠ざかった。その後、3月にCOVID-19流行の影響でシーズンが中断。その後7月末にプレーオフ圏内のチームのみでシーズンが再開し、カンファレンス8位のメンフィス・グリズリーズから6ゲーム差のスパーズも僅かな望みを掛けこれに参加。しかし大黒柱のオルドリッジが肩の手術でシーズンを終えてしまい戦力がダウン。残ったデローザンが奮闘するも、同じく8位の座を狙うポートランド・トレイルブレイザーズやフェニックス・サンズとの争いに敗れ、ポポヴィッチHC就任以降22年間続いていたプレーオフ出場が途絶えた。

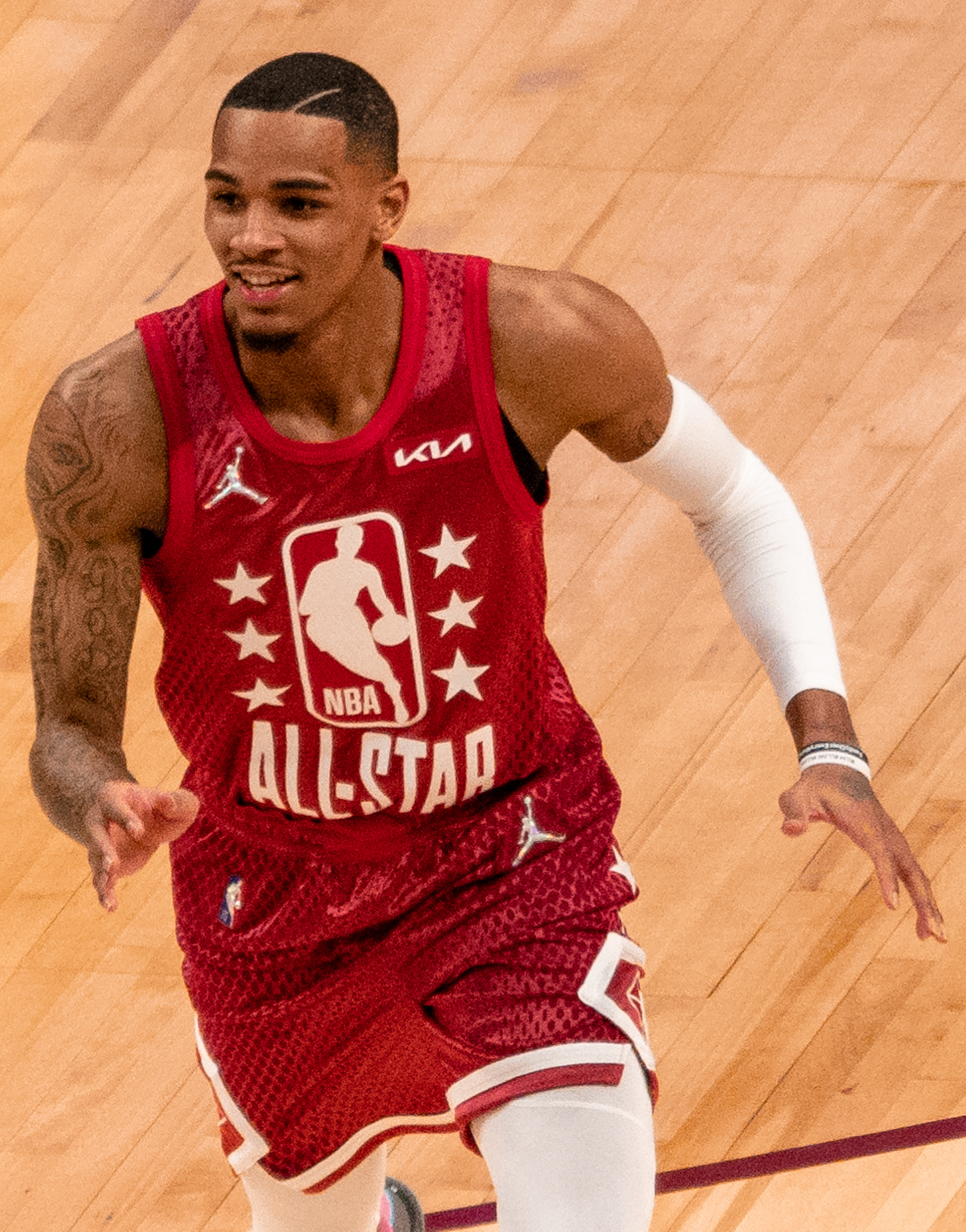
オールスターでのデジャンテ・マレー

 2020-21シーズン は、短縮されたレギュラーシーズンで、33勝-39敗の記録で、10位シードを獲得し、プレーオフ出場のチャンスを得たが、新しく結成されたプレーイントーナメントでメンフィス・グリズリーズと対戦し、96対100で敗れ、シーズンを終えた。スパーズが連続シーズンでプレーオフを逃したのは、フランチャイズ史上初めてとなった。
 2021-22シーズン 開幕前に、チームの数少ないスコアラーだったデローザンをサイン・アンド・トレードでシカゴ・ブルズに放出。更にゲイとの再契約も見送り、また前シーズン途中にはオルドリッジも解雇。肝心のFA戦線でも惨敗に終わり、ダグ・マクダーモットを獲得したのにとどまった。ただ、ドラフトでは12位で素材型のジョシュア・プリモを獲得するなど、ポジティブな面もあったが、軸となる選手不在の中でのスタートを余儀なくされた。その中でマレーがエース級の選手に成長。トリプル・ダブルを連発するなど、スパーズの中心選手に成長した。生え抜きであったデリック・ホワイトをトレードするなど再建に向かっていたが、マレーなどの主力の頑張りに、ホワイトとのトレードで獲得したジョシュ・リチャードソンがよくフィットすると、借金を抱えながらもプレーイントーナメントに進出したが、ニューオーリンズ・ペリカンズに93対103で敗れた。しかし、ケルドン・ジョンソンや、デビン・バッセル、トレ・ジョーンズらが育ち、マレーもオールスターに選出されるなど、今後の成長が楽しめるシーズンとなった。
 2022-23シーズン 、2022年のNBAドラフトにて1巡目全体9位でジェレミー・ソーハン、20位でマラカイ・ブランナム、25位でブレイク・ウェスリーの3選手を指名した。チームのエースに成長したデジャンテ・マレーをジョック・ランデールと共にアトランタ・ホークスへとトレード、ロニー・ウォーカーとの再契約も見送り、特に目立った補強はなくチームは完全な再建へと舵を切った。シーズンに入ってすぐ、成長著しかったジョシュア・プリモを解雇せざるを得なくなる事態になったが、ケルドン・ジョンソンやデビン・バッセルらがチームを牽引した。ヤコブ・ポートルやジョシュ・リチャードソンなどの主力の放出もあったが、チャールズ・バッシー、ジュリアン・シャンパニー、サンドロ・マムケラシュビリなどの若手を獲得するなど実りあるシーズンとなった。22勝60敗でシーズンは終わってしまったが、ジェレミー・ソーハンがオールルーキーセカンドチームに選出されるなど明るいニュースもあった。

### エイリアンの時代
2023-24シーズン 、2023年のNBAドラフト全体1位指名権を獲得、メトロポリタンズ92などのプロチームで既に十分な結果を残していたビクター・ウェンバンヤマを指名した。オフには、サンドロ・マムケラシュビリと単年200万ドル、ジュリアン・シャンパニーと4年総額1,200万ドル、トレ・ジョーンズと2年総額2,000万ドルで再契約した。トレードではクリーブランド・キャバリアーズからセディ・オスマンを獲得した。

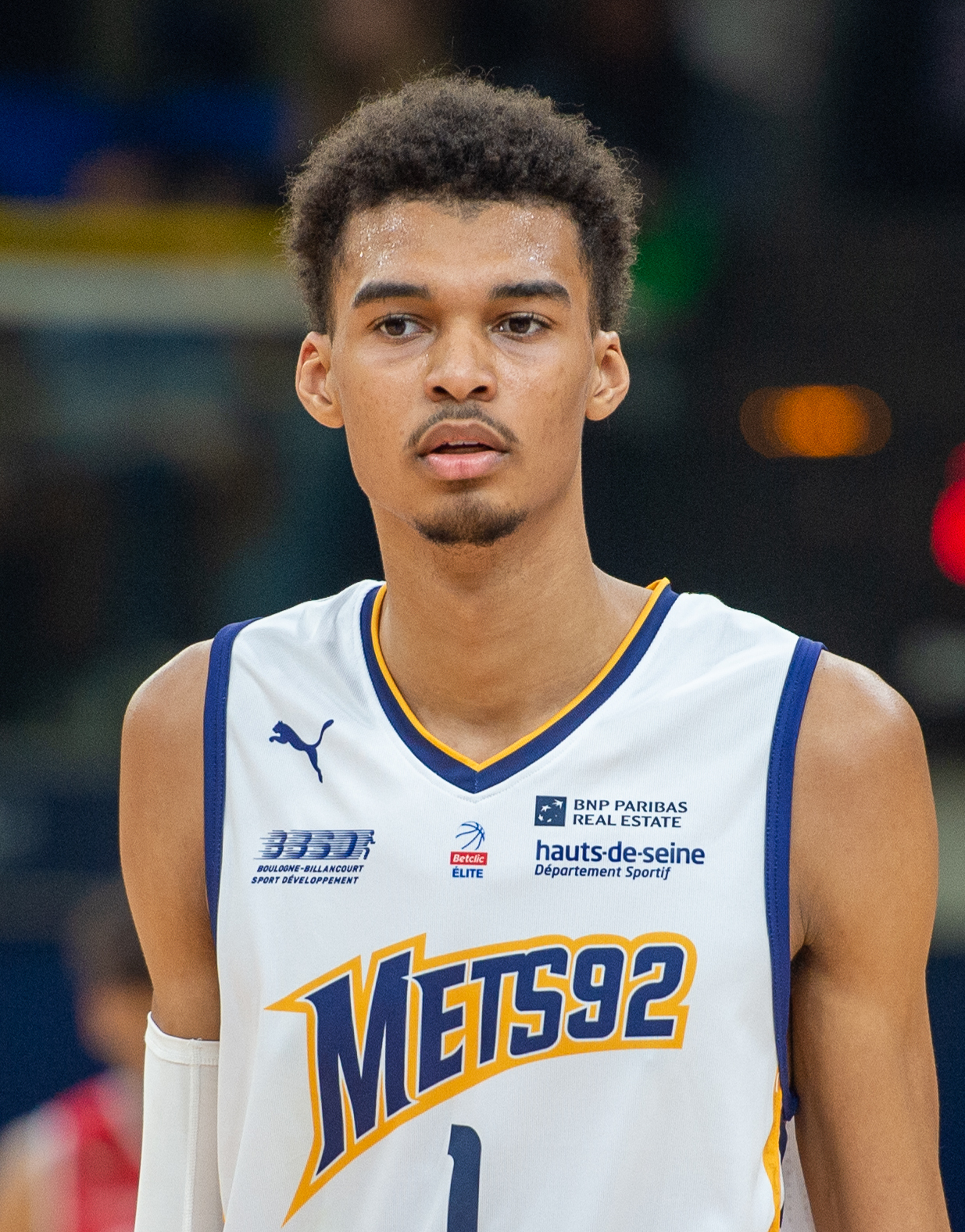
ビクター・ウェンバンヤマ

シーズンではさまざまな試みが行われ、ソーハンのPG起用、ウェンバンヤマとザック・コリンズのツインタワーラインナップなどがあった。
シーズン中盤にはシャンパニーがケルドンに代わり先発に抜擢。ケルドンはシックスマン起用かつチームの3番手になるなど、昨シーズンから役割が大きく変わった。
ウェンバンヤマはシーズン当初のパワーフォワード起用からセンターへと変わり、1試合平均21.4得点、10.6リバウンド、3.6ブロックを記録した。ルーキーながらオールディフェンシブファーストチームに選出、新人王とブロック王を獲得した。
ウェンバンヤマ、バッセル、ソーハン、シャンパニーら若手の成長を感じられ、今後に期待がもてるシーズンとなった。
 2024-25シーズン 、2024年のNBAドラフトにて全体4位でステフォン・キャッスルを指名した。オフシーズンにベテランの クリス・ポールと契約し 、キングスからトレードでハリソン・バーンズと獲得した 。シーズン開始直後、ヘッドコーチのグレッグ・ポポヴィッチが軽度の脳卒中により無期限の休養を発表し、暫定ヘッドコーチとしてミッチ・ジョンソンが就任した。
さらに、トレードデッドライン直前には、オールスター選手のディアロン・フォックスをサクラメント・キングス、シカゴ・ブルズとの3チーム間トレードで獲得した。昨シーズンよりも12勝の勝ちを増やしたものの、ウェンバンヤマが右肩深部静脈血栓症で2月途中以降の試合を全休、フォックスも怪我で離脱したこともあって、プレイオフ進出を逃した。キャッスルがNBAルーキー・オブ・ザ・イヤー賞に選出された。

## シーズン成績
Note: 勝 = 勝利数, 敗 = 敗戦数, % = 勝率 
| 1967-68                                                 | 46   | 32   | .590 | 1st.ラウンド勝利 ABA準決勝敗退                                                                       | ダラス 3, ヒューストン 0 ニューオーリンズ 4, ダラス 1                                                         | クリフ・ヘイガン (Cliff Hagen)                                                           |
| 1968-69                                                 | 41   | 37   | .526 | 1st.ラウンド敗退                                                                                     | ニューオーリンズ 4, ダラス 3                                                                                  | クリフ・ヘイガン                                                                         |
| 1969-70                                                 | 45   | 39   | .536 | 1st.ラウンド敗退                                                                                     | ロサンゼルス 4, ダラス 2                                                                                      | クリフ・ヘイガン マックス・ウィリアムス (Max Williams) ビル・ブレイクリー (Bill Blakely) |
| テキサス・チャパラルズ (ABA)                            |      |      |      | | |                                                                                          |
| 1970-71                                                 | 30   | 54   | .357 | 1st.ラウンド敗退                                                                                     | ユタ 4, テキサス 0                                                                                            | ビル・ブレイクリー (Bill Blakely)                                                        |
| ダラス・チャパラルズ (ABA)                              |      |      |      | | |                                                                                          |
| 1971-72                                                 | 42   | 42   | .500 | 1st.ラウンド敗退                                                                                     | ユタ 4, ダラス 0                                                                                              | トム・ニッソーク (Tom Nissalke)                                                          |
| 1972-73                                                 | 28   | 56   | .333 | | | ベイブ・マッカーシー (Babe McCarthy) デイブ・ブラウン (Dave Brown)暫定                   |
| サンアントニオ・スパーズ (ABA)                          |      |      |      | | |                                                                                          |
| 1973-74                                                 | 45   | 39   | .536 | 1st.ラウンド敗退                                                                                     | ペイサーズ 4, スパーズ 3                                                                                      | トム・ニッソーク                                                                         |
| 1974-75                                                 | 51   | 33   | .607 | 1st.ラウンド敗退                                                                                     | ペイサーズ 4, スパーズ 2                                                                                      | ボブ・バス (Bob Bass)                                                                    |
| 1975-76                                                 | 50   | 34   | .595 | 1st.ラウンド敗退                                                                                     | ニューヨーク 4, スパーズ 3                                                                                    | ボブ・バス                                                                               |
| ABA通算勝敗                                             | 378  | 366  | .508 | | |                                                                                          |
| ABAプレーオフ通算                                       | 17   | 32   | .347 | | |                                                                                          |
| サンアントニオ・スパーズ (NBA)                          |      |      |      | | |                                                                                          |
| 1976-77                                                 | 44   | 38   | .537 | セントラル3位 1st.ラウンド敗退                                                                       | セルティックス 2, スパーズ 0                                                                                  | ダグ・モー (Doug Moe)                                                                    |
| 1977-78                                                 | 52   | 30   | .634 | セントラル1位 カンファレンス準決勝敗退                                                               | ワシントン 4, スパーズ 2                                                                                      | ダグ・モー                                                                               |
| 1978-79                                                 | 48   | 34   | .585 | セントラル1位 カンファレンス準決勝勝利 NBAカンファレンス決勝敗退                                     | スパーズ 4, シクサーズ 3 ワシントン 4, スパーズ 3                                                             | ダグ・モー                                                                               |
| 1979-80                                                 | 41   | 41   | .500 | セントラル3位 1st.ラウンド敗退                                                                       | ロケッツ 2, スパーズ 1                                                                                        | ダグ・モー                                                                               |
| イースタン・カンファレンス → ウエスタン・カンファレンス |      |      |      | | |                                                                                          |
| 1980-81                                                 | 52   | 30   | .634 | ミッドウエスト1位 カンファレンス準決勝敗退                                                           | ロケッツ 4, スパーズ 3                                                                                        | ボブ・バス スタン・アルベック (Stan Albeck)                                              |
| 1981-82                                                 | 48   | 34   | .585 | ミッドウエスト1位 準決勝勝利 NBAカンファレンス決勝敗退                                               | スパーズ 4, ソニックス 1 レイカーズ 4, スパーズ 0                                                             | スタン・アルベック                                                                       |
| 1982-83                                                 | 53   | 29   | .646 | ミッドウエスト1位 カンファレンス準決勝勝利 NBAカンファレンス決勝敗退                                 | スパーズ 4, ナゲッツ 1 レイカーズ 4, スパーズ 2                                                               | スタン・アルベック モリス・マクホーン (Morris McHone)                                    |
| 1983-84                                                 | 37   | 45   | .451 | ミッドウエスト5位                                                                                    | | ボブ・バス                                                                               |
| 1984-85                                                 | 41   | 41   | .500 | ミッドウエスト5位 1st.ラウンド敗退                                                                   | ナゲッツ 3, スパーズ 2                                                                                        | コットン・フィッツシモンズ (Cotton Fitzsimmons)                                          |
| 1985-86                                                 | 35   | 47   | .427 | ミッドウエスト6位 1st.ラウンド敗退                                                                   | レイカーズ 3, スパーズ 0                                                                                      | コットン・フィッツシモンズ                                                               |
| 1986-87                                                 | 28   | 54   | .341 | ミッドウエスト6位                                                                                    | | ボブ・ワイス (Bob Weiss)                                                                 |
| 1987-88                                                 | 31   | 51   | .378 | ミッドウエスト5位 1st.ラウンド敗退                                                                   | レイカーズ 3, スパーズ 0                                                                                      | ボブ・ワイス                                                                             |
| 1988-89                                                 | 21   | 61   | .256 | ミッドウエスト5位                                                                                    | | ラリー・ブラウン (Larry Brown)                                                           |
| 1989-90                                                 | 56   | 26   | .683 | ミッドウエスト1位 1st.ラウンド勝利 カンファレンス準決勝敗退                                          | スパーズ 3, ナゲッツ 0 ブレイザーズ 4, スパーズ 3                                                             | ラリー・ブラウン                                                                         |
| 1990-91                                                 | 55   | 27   | .671 | ミッドウエスト1位 1st.ラウンド敗退                                                                   | ウォリアーズ 3, スパーズ 1                                                                                    | ラリー・ブラウン                                                                         |
| 1991-92                                                 | 47   | 35   | .573 | ミッドウエスト2位 1st.ラウンド敗退                                                                   | サンズ 3, スパーズ 0                                                                                          | ラリー・ブラウン ボブ・バス                                                              |
| 1992-93                                                 | 49   | 33   | .598 | ミッドウエスト2位 1st.ラウンド勝利 カンファレンス準決勝敗退                                          | スパーズ 3, ブレイザーズ 1 サンズ 4, スパーズ 2                                                               | ジェリー・ターカニアン (Jerry Tarkanian) ジョン・ルーカス (John Lucas)                   |
| 1993-94                                                 | 55   | 27   | .671 | ミッドウエスト2位 1st.ラウンド敗退                                                                   | ジャズ 3, スパーズ 1                                                                                          | ジョン・ルーカス                                                                         |
| 1994-95                                                 | 62   | 20   | .756 | ミッドウエスト1位 1st.ラウンド勝利 カンファレンス準決勝勝利 NBAカンファレンス決勝敗退                | スパーズ 3, ナゲッツ 0 スパーズ 4, レイカーズ 2 ロケッツ 4, スパーズ 2                                        | ボブ・ヒル                                                                               |
| 1995-96                                                 | 59   | 23   | .720 | ミッドウエスト1位 1st.ラウンド勝利 カンファレンス準決勝敗退                                          | スパーズ 3, サンズ 1 ジャズ 4, スパーズ 2                                                                     | ボブ・ヒル                                                                               |
| 1996-97                                                 | 20   | 62   | .244 | ミッドウエスト6位                                                                                    | | ボブ・ヒル グレッグ・ポポヴィッチ (Gregg Popovich)                                       |
| 1997-98                                                 | 56   | 26   | .683 | ミッドウエスト2位 1st.ラウンド勝利 カンファレンス準決勝敗退                                          | スパーズ 3, サンズ 1 ジャズ 4, スパーズ 1                                                                     | グレッグ・ポポヴィッチ (Gregg Popovich)                                                  |
| 1998-99 ロックアウト                                    | 37   | 13   | .740 | ミッドウエスト1位 1st.ラウンド勝利 カンファレンス準決勝勝利 カンファレンス優勝 NBAファイナル優勝     | 第1シード スパーズ 3, ウルブズ 1 スパーズ 4, レイカーズ 0 スパーズ 4, ブレイザーズ 0 スパーズ 4, ニックス 1   | グレッグ・ポポヴィッチ                                                                   |
| 1999-2000                                               | 53   | 29   | .646 | ミッドウエスト2位 1st.ラウンド敗退                                                                   | 第4シード サンズ 3, スパーズ 1                                                                                | グレッグ・ポポヴィッチ                                                                   |
| 2000-01                                                 | 58   | 24   | .707 | ミッドウエスト1位 1st.ラウンド勝利 カンファレンス準決勝勝利 NBAカンファレンス決勝敗退                | 第1シード スパーズ 3, ウルブズ 1 スパーズ 4, マーベリックス 1 レイカーズ 4, スパーズ 0                        | グレッグ・ポポヴィッチ                                                                   |
| 2001-02                                                 | 58   | 24   | .707 | ミッドウエスト1位 1st.ラウンド勝利 カンファレンス準決勝敗退                                          | 第2シード スパーズ 3, ソニックス 2 レイカーズ 4, スパーズ 1                                                   | グレッグ・ポポヴィッチ                                                                   |
| 2002-03                                                 | 60   | 22   | .732 | ミッドウエスト2位 1st.ラウンド勝利 カンファレンス準決勝勝利 カンファレンス優勝 NBAファイナル優勝     | 第1シード スパーズ 4, サンズ 2 スパーズ 4, レイカーズ 2 スパーズ 4, マーベリックス 2 スパーズ 4, ネッツ 2     | グレッグ・ポポヴィッチ                                                                   |
| ミッド・ウエスト → サウス・ウエスト div.                |      |      |      | | |                                                                                          |
| 2003-04                                                 | 57   | 25   | .695 | サウスウエスト2位 1st.ラウンド勝利 カンファレンス準決勝敗退                                          | 第3シード スパーズ 4, グリズリーズ 0 レイカーズ 4, スパーズ 2                                                 | グレッグ・ポポヴィッチ                                                                   |
| 2004-05                                                 | 59   | 23   | .720 | サウスウエスト1位 1st.ラウンド勝利 カンファレンス準決勝勝利 カンファレンス優勝 NBAファイナル優勝     | 第2シード スパーズ 4, ナゲッツ 1 スパーズ 4, ソニックス 2 スパーズ 4, サンズ 1 スパーズ 4, ピストンズ 3       | グレッグ・ポポヴィッチ                                                                   |
| 2005-06                                                 | 63   | 19   | .768 | サウスウエスト1位 1st.ラウンド勝利 カンファレンス準決勝敗退                                          | 第1シード スパーズ 4, キングス 2 マーベリックス 4, スパーズ 3                                                 | グレッグ・ポポヴィッチ                                                                   |
| 2006-07                                                 | 58   | 24   | .707 | サウスウエスト2位 1st.ラウンド勝利 カンファレンス準決勝勝利 カンファレンス優勝 NBAファイナル優勝     | 第3シード スパーズ 4, ナゲッツ 1 スパーズ 4, サンズ 2 スパーズ 4, ジャズ 1 スパーズ 4, キャブス 0             | グレッグ・ポポヴィッチ                                                                   |
| 2007-08                                                 | 56   | 26   | .683 | サウスウエスト1位 1st.ラウンド勝利 カンファレンス準決勝勝利 NBAカンファレンス決勝敗退                | 第3シード スパーズ 4, サンズ 1 スパーズ 4, ホーネッツ 3 レイカーズ 4, スパーズ 1                              | グレッグ・ポポヴィッチ                                                                   |
| 2008-09                                                 | 54   | 28   | .659 | サウスウエスト1位 1st.ラウンド敗退                                                                   | 第3シード マーベリックス 4, スパーズ 1                                                                        | グレッグ・ポポヴィッチ                                                                   |
| 2009-10                                                 | 50   | 32   | .610 | サウスウエスト2位 1st.ラウンド勝利 カンファレンス準決勝敗退                                          | 第7シード スパーズ 4, マーベリックス 2 サンズ 4, スパーズ 0                                                   | グレッグ・ポポヴィッチ                                                                   |
| 2010-11                                                 | 61   | 21   | .744 | サウスウエスト1位 1st.ラウンド敗退                                                                   | 第1シード グリズリーズ 4, スパーズ 2                                                                          | グレッグ・ポポヴィッチ                                                                   |
| 2011-12 ロックアウト                                    | 50   | 16   | .758 | サウスウエスト1位 1st.ラウンド勝利 カンファレンス準決勝勝利 カンファレンス決勝敗退                   | 第1シード スパーズ 4,ジャズ 0 スパーズ 4, クリッパーズ 0 サンダー 4, スパーズ 2                               | グレッグ・ポポヴィッチ                                                                   |
| 2012-13                                                 | 58   | 24   | .707 | サウスウエスト1位 1st.ラウンド勝利 カンファレンス準決勝勝利 カンファレンス決勝勝利 NBAファイナル敗退 | 第2シード スパーズ 4, レイカーズ 0 スパーズ 4, ウォリアーズ 2 スパーズ 4, グリズリーズ 0 ヒート 4, スパーズ 3 | グレッグ・ポポヴィッチ                                                                   |
| 2013-14                                                 | 62   | 20   | .756 | サウスウエスト1位 1st.ラウンド カンファレンス準決勝勝利 カンファレンス優勝 NBAファイナル優勝         | 第1シード スパーズ 4, マーベリックス 3 スパーズ 4, ブレイザーズ 1 スパーズ 4, サンダー 2 スパーズ 4, ヒート 1 | グレッグ・ポポヴィッチ                                                                   |
| 2014-15                                                 | 55   | 27   | .670 | サウスウエスト3位 1st.ラウンド敗退                                                                   | 第6シード スパーズ 3, クリッパーズ 4                                                                          | グレッグ・ポポヴィッチ                                                                   |
| 2015-16                                                 | 67   | 15   | .817 | サウスウエスト1位 1st.ラウンド勝利 カンファレンス準決勝敗退                                          | 第2シード スパーズ 4, グリズリーズ 0 スパーズ2 ,サンダー4                                                     | グレッグ・ポポヴィッチ                                                                   |
| 2016-17                                                 | 61   | 21   | .744 | サウスウエスト1位 1st.ラウンド カンファレンス準決勝勝利 カンファレンスファイナル敗退                 | 第2シード スパーズ 4, グリズリーズ 2 スパーズ 4 , ロケッツ 2 ウォリアーズ 4, スパーズ 0                       | グレッグ・ポポヴィッチ                                                                   |
| 2017-18                                                 | 47   | 35   | .573 | サウスウエスト 3位 1st.ラウンド敗退                                                                  | 第 7シード ウォリアーズ 4,スパーズ 1                                                                          | グレッグ・ポポヴィッチ                                                                   |
| 2018-19                                                 | 48   | 34   | .585 | サウスウエスト 2位 1st.ラウンド敗退                                                                  | 第 7シード ナゲッツ 4,スパーズ ３                                                                             | グレッグ・ポポヴィッチ                                                                   |
| 2019-20                                                 | 32   | 39   | .451 | サウスウエスト 4位 カンファレンス11位                                                                | | グレッグ・ポポヴィッチ                                                                   |
| 2020-21                                                 | 33   | 39   | .458 | サウスウエスト 3位 カンファレンス１０位 プレーイン敗退（ｖｓ．MEM）                                  | | グレッグ・ポポヴィッチ                                                                   |
| 2021-22                                                 | 34   | 48   | .415 | サウスウエスト 4位 カンファレンス１０位 プレーイン敗退（ｖｓ．NOP）                                  | | グレッグ・ポポヴィッチ                                                                   |
| 2022-23                                                 | 22   | 60   | .268 | サウスウエスト 5位 カンファレンス１５位                                                              | | グレッグ・ポポヴィッチ                                                                   |
| 2023-24                                                 | 22   | 60   | .268 | サウスウエスト 位 カンファレンス１４位                                                               | | グレッグ・ポポヴィッチ                                                                   |
| 2042-25                                                 | 34   | 48   | .415 | サウスウエスト 位 カンファレンス１３位                                                               | | グレッグ・ポポヴィッチ                                                                   |
| NBA通算                                                 | 2339 | 1610 | .592 | Div.優勝22回                                                                                         | |                                                                                          |
| NBAプレーオフ                                           | 223  | 181  | .552 | 優勝5回                                                                                              | |                                                                                          |
| ABA/NBA通算勝敗                                         | 2637 | 1903 | .581 | | |                                                                                          |
| ABA/NBAプレーオフ勝敗                                   | 240  | 213  | .530 | | |                                                                                          |

## チーム・スタッツ
| シーズン | GP | 勝 | 敗 | PTS  | FGM  | FGA  | FG%  | 3PM   | 3PA  | 3P%  | FTM  | FTA  | FT%  | OREB | DREB | REB  | AST  | STL | BLK | TOV  | PF   |
| -------- | -- | -- | -- | ---- | ---- | ---- | ---- | ----- | ---- | ---- | ---- | ---- | ---- | ---- | ---- | ---- | ---- | --- | --- | ---- | ---- |
| 2024-25  | 82 | 34 | 48 | 9342 | 3426 | 7362 | 46.5 | 11581 | 3246 | 35.7 | 1332 | 1721 | 77.4 | 896  | 2685 | 3581 | 2348 | 674 | 455 | 1138 | 1363 |

| シーズン | GP | 勝 | 敗 | PTS  | FGM  | FGA  | FG%  | 3PM   | 3PA  | 3P%  | FTM  | FTA  | FT%  | OREB | DREB | REB  | AST  | STL | BLK | TOV  | PF   |
| -------- | -- | -- | -- | ---- | ---- | ---- | ---- | ----- | ---- | ---- | ---- | ---- | ---- | ---- | ---- | ---- | ---- | --- | --- | ---- | ---- |
| 1976-77  | 82 | 44 | 38 | 9432 | 3711 | 0    | 0.0  | 0     | 0    | 0.0  | 0    | 2522 | 79.7 | 1110 | 2550 | 3660 | 2115 | 857 | 499 | 1770 | 1966 |
| 1977-78  | 82 | 52 | 30 | 9385 | 3794 | 0    | 0.0  | 0     | 0    | 0.0  | 0    | 2234 | 80.4 | 1030 | 2594 | 3624 | 2240 | 797 | 553 | 1665 | 1871 |
| 1978-79  | 82 | 48 | 34 | 9780 | 3927 | 0    | 0.0  | 0     | 0    | 0.0  | 0    | 2423 | 79.5 | 1096 | 2619 | 3715 | 2313 | 829 | 509 | 1652 | 2071 |
| 1979-80  | 82 | 41 | 41 | 9788 | 3856 | 0    | 0.0  | 52    | 0    | 0.0  | 0    | 2528 | 80.1 | 1153 | 2515 | 3668 | 2326 | 771 | 333 | 1589 | 2103 |
| 1980-81  | 82 | 52 | 30 | 9209 | 3571 | 0    | 0.0  | 15    | 0    | 0.0  | 0    | 2668 | 76.9 | 1304 | 2582 | 3886 | 2048 | 685 | 643 | 1533 | 2114 |
| 1981-82  | 82 | 48 | 34 | 9272 | 3698 | 0    | 0.0  | 64    | 0    | 0.0  | 0    | 2335 | 77.6 | 1253 | 2537 | 3790 | 2257 | 600 | 555 | 1293 | 2217 |
| 1982-83  | 82 | 53 | 29 | 9375 | 3697 | 7340 | 50.4 | 94    | 308  | 30.5 | 1887 | 2468 | 76.5 | 1232 | 2599 | 3831 | 2261 | 675 | 469 | 1504 | 2095 |
| 1983-84  | 82 | 37 | 45 | 9862 | 3909 | 7721 | 50.6 | 79    | 263  | 30.0 | 1965 | 2604 | 75.5 | 1230 | 2528 | 3758 | 2361 | 685 | 491 | 1447 | 2146 |
| 1984-85  | 82 | 41 | 41 | 9412 | 3698 | 7202 | 51.3 | 55    | 202  | 27.2 | 1961 | 2571 | 76.3 | 1127 | 2470 | 3597 | 2316 | 757 | 443 | 1542 | 2180 |
| 1985-86  | 82 | 35 | 47 | 9120 | 3596 | 7104 | 50.6 | 46    | 196  | 23.5 | 1882 | 2523 | 74.6 | 1069 | 2413 | 3482 | 2260 | 800 | 390 | 1624 | 2115 |
| 1986-87  | 82 | 28 | 54 | 8882 | 3532 | 7456 | 47.4 | 117   | 403  | 29.0 | 1701 | 2292 | 74.2 | 1285 | 2347 | 3632 | 2220 | 786 | 325 | 1406 | 1930 |
| 1987-88  | 82 | 31 | 51 | 9314 | 3706 | 7559 | 49.0 | 133   | 412  | 32.3 | 1769 | 2412 | 73.3 | 1184 | 2335 | 3519 | 2344 | 739 | 468 | 1418 | 1991 |
| 1988-89  | 82 | 21 | 61 | 8652 | 3469 | 7409 | 46.8 | 63    | 293  | 21.5 | 1651 | 2367 | 69.8 | 1295 | 2181 | 3476 | 2037 | 961 | 423 | 1712 | 2153 |
| 1989-90  | 82 | 56 | 26 | 8718 | 3388 | 6997 | 48.4 | 54    | 226  | 23.9 | 1888 | 2535 | 74.5 | 1163 | 2474 | 3637 | 2037 | 799 | 554 | 1399 | 1854 |
| 1990-91  | 82 | 55 | 27 | 8782 | 3409 | 6988 | 48.8 | 81    | 297  | 27.3 | 1883 | 2459 | 76.6 | 1131 | 2657 | 3788 | 2140 | 670 | 571 | 1445 | 1896 |
| 1991-92  | 82 | 47 | 35 | 8524 | 3377 | 7090 | 47.6 | 118   | 404  | 29.2 | 1652 | 2246 | 73.6 | 1229 | 2552 | 3781 | 2010 | 729 | 608 | 1308 | 1799 |
| 1992-93  | 82 | 49 | 33 | 8652 | 3311 | 6762 | 49.0 | 236   | 692  | 34.1 | 1794 | 2346 | 76.5 | 919  | 2542 | 3461 | 2012 | 582 | 514 | 1227 | 1844 |
| 1993-94  | 82 | 55 | 27 | 8202 | 3178 | 6688 | 47.5 | 249   | 714  | 34.9 | 1597 | 2151 | 74.2 | 1189 | 2597 | 3786 | 1896 | 561 | 450 | 1198 | 1662 |
| 1994-95  | 82 | 62 | 20 | 8742 | 3236 | 6687 | 48.4 | 434   | 1158 | 37.5 | 1836 | 2487 | 73.8 | 1029 | 2661 | 3690 | 1919 | 656 | 456 | 1246 | 1871 |
| 1995-96  | 82 | 59 | 23 | 8477 | 3148 | 6602 | 47.7 | 518   | 1320 | 39.2 | 1663 | 2261 | 73.6 | 937  | 2586 | 3523 | 2044 | 645 | 536 | 1195 | 1820 |
| 1996-97  | 82 | 20 | 62 | 7418 | 2827 | 6391 | 44.2 | 378   | 1180 | 32.0 | 1386 | 1929 | 71.9 | 1101 | 2129 | 3230 | 1661 | 646 | 431 | 1243 | 1764 |
| 1997-98  | 82 | 56 | 26 | 7587 | 2898 | 6187 | 46.8 | 302   | 863  | 35.0 | 1489 | 2164 | 68.8 | 984  | 2638 | 3622 | 1839 | 516 | 568 | 1318 | 1731 |
| 1998-99  | 50 | 37 | 13 | 4640 | 1740 | 3812 | 45.6 | 172   | 521  | 33.0 | 988  | 1415 | 69.8 | 614  | 1584 | 2198 | 1101 | 421 | 351 | 759  | 1010 |
| 1999-00  | 82 | 53 | 29 | 7886 | 2952 | 6393 | 46.2 | 330   | 882  | 37.4 | 1652 | 2214 | 74.6 | 927  | 2666 | 3593 | 1819 | 614 | 551 | 1233 | 1716 |
| 2000-01  | 82 | 58 | 24 | 7886 | 2884 | 6262 | 46.1 | 445   | 1094 | 40.7 | 1673 | 2340 | 71.5 | 902  | 2712 | 3614 | 1778 | 568 | 576 | 1145 | 1551 |
| 2001-02  | 82 | 58 | 24 | 7932 | 2913 | 6363 | 45.8 | 438   | 1211 | 36.2 | 1668 | 2249 | 74.2 | 907  | 2566 | 3473 | 1643 | 625 | 537 | 1180 | 1575 |
| 2002-03  | 82 | 60 | 22 | 7856 | 2908 | 6297 | 46.2 | 449   | 1270 | 35.4 | 1591 | 2194 | 72.5 | 939  | 2556 | 3495 | 1636 | 629 | 529 | 1295 | 1672 |
| 2003-04  | 82 | 57 | 25 | 7501 | 2842 | 6434 | 44.2 | 408   | 1140 | 35.8 | 1409 | 2069 | 68.1 | 1029 | 2669 | 3698 | 1676 | 661 | 537 | 1203 | 1667 |
| 2004-05  | 82 | 59 | 23 | 7888 | 2923 | 6450 | 45.3 | 507   | 1395 | 36.3 | 1535 | 2120 | 72.4 | 987  | 2489 | 3476 | 1771 | 613 | 543 | 1126 | 1717 |
| 2005-06  | 82 | 63 | 19 | 7837 | 2993 | 6342 | 47.2 | 524   | 1362 | 38.5 | 1327 | 1891 | 70.2 | 851  | 2548 | 3399 | 1717 | 543 | 467 | 1126 | 1714 |
| 2006-07  | 82 | 58 | 24 | 8079 | 2999 | 6328 | 47.4 | 595   | 1561 | 38.1 | 1486 | 1980 | 75.1 | 761  | 2577 | 3338 | 1814 | 587 | 417 | 1137 | 1588 |
| 2007-08  | 82 | 56 | 26 | 7820 | 2938 | 6424 | 45.7 | 594   | 1610 | 36.9 | 1350 | 1774 | 76.1 | 771  | 2612 | 3383 | 1718 | 521 | 337 | 1035 | 1537 |
| 2008-09  | 82 | 54 | 28 | 7958 | 3042 | 6534 | 46.6 | 625   | 1620 | 38.6 | 1249 | 1641 | 76.1 | 728  | 2638 | 3366 | 1736 | 474 | 329 | 963  | 1546 |
| 2009-10  | 82 | 50 | 32 | 8312 | 3150 | 6659 | 47.3 | 554   | 1547 | 35.8 | 1458 | 1969 | 74.0 | 887  | 2621 | 3508 | 1829 | 516 | 381 | 1116 | 1669 |
| 2010-11  | 82 | 61 | 21 | 8502 | 3148 | 6628 | 47.5 | 685   | 1727 | 39.7 | 1521 | 1984 | 76.7 | 829  | 2603 | 3432 | 1836 | 602 | 372 | 1101 | 1556 |
| 2011-12  | 66 | 50 | 16 | 6841 | 2611 | 5463 | 47.8 | 552   | 1405 | 39.3 | 1067 | 1427 | 74.8 | 683  | 2153 | 2836 | 1528 | 490 | 293 | 895  | 1143 |
| 2012-13  | 82 | 58 | 24 | 8448 | 3210 | 6675 | 48.1 | 663   | 1764 | 37.6 | 1365 | 1725 | 79.1 | 666  | 2721 | 3387 | 2058 | 695 | 446 | 1206 | 1427 |
| 2013-14  | 82 | 62 | 20 | 8639 | 3326 | 6844 | 48.6 | 698   | 1757 | 39.7 | 1289 | 1642 | 78.5 | 762  | 2786 | 3548 | 2064 | 604 | 420 | 1180 | 1495 |
| 2014-15  | 82 | 55 | 27 | 8461 | 3208 | 6854 | 46.8 | 677   | 1847 | 36.7 | 1368 | 1754 | 78.0 | 806  | 2772 | 3578 | 2000 | 657 | 443 | 1146 | 1564 |
| 2015-16  | 82 | 67 | 15 | 8490 | 3289 | 6797 | 48.4 | 570   | 1518 | 37.5 | 1342 | 1672 | 80.3 | 770  | 2381 | 3601 | 2010 | 677 | 485 | 1071 | 1433 |
| 2016-17  | 82 | 61 | 21 | 8637 | 3222 | 6864 | 46.9 | 753   | 1927 | 39.1 | 1440 | 1806 | 79.7 | 821  | 2777 | 3598 | 1954 | 655 | 484 | 1101 | 1498 |
| 2017-18  | 82 | 47 | 35 | 8424 | 3202 | 6999 | 45.7 | 696   | 1977 | 35.2 | 1324 | 1715 | 77.2 | 849  | 2777 | 3626 | 1868 | 628 | 460 | 1078 | 1409 |
| 2018-19  | 82 | 48 | 34 | 9156 | 3468 | 7248 | 47.8 | 812   | 2071 | 39.2 | 1408 | 1720 | 81.9 | 757  | 2910 | 3667 | 2013 | 501 | 386 | 992  | 1487 |
| 2019-20  | 71 | 32 | 39 | 8098 | 2995 | 6350 | 47.2 | 760   | 2021 | 37.6 | 1348 | 1664 | 81.0 | 640  | 2530 | 3170 | 1751 | 518 | 390 | 895  | 1337 |
| 2020-21  | 72 | 33 | 39 | 7998 | 3014 | 6518 | 46.2 | 716   | 2046 | 35.0 | 1254 | 1584 | 79.2 | 669  | 2489 | 3158 | 1759 | 505 | 366 | 821  | 1293 |
| 2021-22  | 82 | 34 | 48 | 9279 | 3546 | 7601 | 46.7 | 925   | 2626 | 35.2 | 1262 | 1673 | 75.4 | 901  | 2815 | 3716 | 2289 | 626 | 403 | 1042 | 1483 |
| 2022-23  | 82 | 22 | 60 | 9269 | 3533 | 7593 | 46.5 | 911   | 2640 | 34.5 | 1292 | 1739 | 74.3 | 965  | 2619 | 3584 | 2232 | 572 | 322 | 1253 | 1630 |
| 2023-24  | 82 | 22 | 60 | 9192 | 3438 | 7436 | 46.2 | 1036  | 2983 | 34.7 | 1289 | 1637 | 78.2 | 849  | 2778 | 3627 | 2449 | 584 | 520 | 1242 | 1414 |
| 2024-25  | 82 | 34 | 48 | 9342 | 3426 | 7362 | 46.5 | 11581 | 3246 | 35.7 | 1332 | 1721 | 77.4 | 896  | 2685 | 3581 | 2348 | 674 | 455 | 1138 | 1363 |

## チーム・スタイル
ティム・ダンカン、トニー・パーカー、マヌ・ジノビリのビッグスリーはもちろん、現在のロースターの内、多くがNBAでスパーズ以外のチームに在籍したことのないプレーヤーであり、一度チームに馴染むと離れ難くなる魅力を持っているかのように感じられるチームである。グレッグ・ポポヴィッチ、ダンカンの人柄によるところも大きいが、チーム運営方針にもフランチャイズを大切に扱う姿勢が感じられる。スパーズといえば、ジャージの色だけでなくプレーも兎に角、堅実地味でプロスポーツらしからぬとの声もあるが、安定度は群を抜いており、2015年現在、シーズン50勝以上の記録を16年続けている。ロックアウトのあった1998年も勝率では60勝以上に相当し、これを含めて、プレーオフに18年連続で進出している。10年以上継続したチームは他にロサンゼルス・レイカーズの12年、ダラス・マーベリックスの11年のみである。堅実な努力の重要性をメンバーに浸透させるためにポポヴィッチはジェイコブ・リースの以下の名言を引用している。ハンマーで岩を叩き割った図柄が優勝を勝ち取った証として、チャンピオンリングにレイアウトされている。

### プレー・スタイル

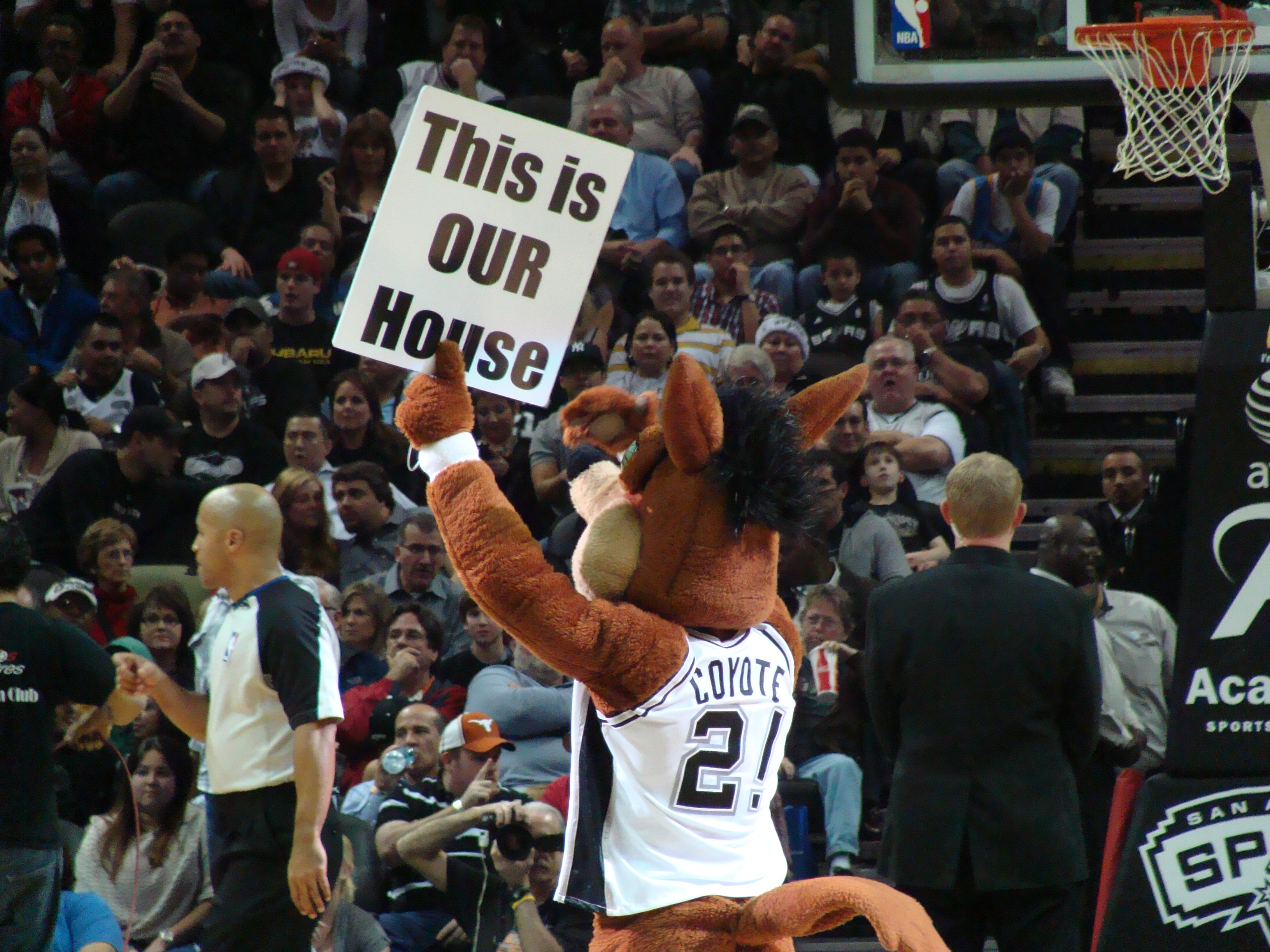
1983年にフリー(蚤)エージェントで入団し、現在も活躍しているザ・コヨーテ 背番号は2!　2007年マスコット栄誉の殿堂入り

- 20年連続で相手チームの得点を100以下に抑えており、NBA史上最高の記録であるように、執拗で強固なディフェンスを基盤にしている。チームプレーやディフェンスの出来ない選手は、たとえスタープレーヤーでも許さない体質があり、スパーズに馴染むには年単位で、時間がかかると、在籍したリチャード・ジェファーソンも語っている。オフェンスではダンカンを中心にしたハーフコートオフェンスを主体とした緻密な組み立てと、その中へジノビリの予測できないプレー、パーカーのペネトレート、トランジションオフェンス、グリーン・ボナーなど長距離シューターのスリーポイントを織り交ぜ、相手チームを翻弄するゲームメークが特徴である。パス数の多さも特徴で有る。
- 最近では、ラン＆ガン・オフェンスに近い形のトランジションオフェンスも取り入れられて来ており、チームの平均総得点が高い傾向にあるが、逆にトランジションディフェンスに綻びが出る場合もあり、苦戦することがある。
- 3ポイントシューター、スクリーンプレーヤー、などロールプレーヤーを使い分けすることも特徴である。
- ポポヴィッチが無用なダンクシュートを嫌うことから必要なとき以外にダンクをする選手が少なく、地味過ぎると言われる所以となっている。従ってアリウープダンクなどは滅多に見ることが出来ない。

### 主なディフェンスプレー
- かつてのブルース・ボウエンに代表されるような優秀なペリメーター・ディフェンダーを相手の得点源に張り付け、ディナイ・ディフェンスでボール保持を困難にする。
- ボールを保持したオフェンスをディフェンスに有利なサイドを開けて追い込み、ダブルチームあるいはダンカンに代表される長身ディフェンダーがカバーディフェンスし、ショットを難しいもの（タフショット）にする。
- 近年、3ポイントでの得点が重要度を増しているが、スパーズディフェンスでは、比較的確率の高くなる両コーナーからのアテンプトを出来るだけ少なくするよう対応している[112]。従って、相手チームの3ポイントはアーチ側で放たれる場合が多くなる。
- ファウルを極力しない形でのディフェンスを行う[113]が、時としてドワイト・ハワードやアンドレ・ドラモンド、デアンドレ・ジョーダンなどフリースローを不得意としている選手にはハックをかけることがあり、かつてはシャキール・オニールに対してこの戦法を用いていた。
- 相手によって、マンツーマン（ガード、フォワード）とゾーン（センター）を併用したディフェンス体系を用いることも多い。

### 主なオフェンスプレー

#### ビッグ・スリー
- ダンカンのアイソレーションからのバンクショットはあまりにも有名である。また、バスケットを背にし、ディフェンダーをペイントエリアへ押し込みながらターンしてのショットを放つ事も多い。
- パーカーは、ペリメーター近辺でピックアンドロールし、カバーディフェンスが遅れた場合には、ドリブルペネトレイトからループ（ティアードロップ）ショットを放つ。ペイントエリア外で急にストップしミドルショットを放つことも多い。
- ジノビリは、3ポイントライン直ぐ後ろでパスを受け、ポンプフェイク、クロスオーバーフェイクを織り交ぜ、ディフェンダーの反応を見て、3ポイントショットを放つ、クロスオーバーで抜き去る、を自在に使い分けるプレーを見せる。必要に応じて、ダンクに持ち込むこともあれば、ユーロステップでディフェンダーを翻弄しサーカスショットを決める場合もある。

#### ハンマー・セット
スパーズのセットオフェンスの代表的なプレーに、ハンマー・セットがある。ストロングサイド(ボール保持側)のヘルプディフェンスを重視するチームに対し、ウィークサイドのコーナーに、シューター(ハンマー)をセットし、そこへパスを送り、3ポインターを決めるプレーの総称で、成功した際には、TV中継ではアナウンサーが“BANG!”とハンマーを叩いた擬音を発する場合がある。
- アイソレーションしてボールを保持した選手の脇をすり抜けボールを受取り、エンドライン側からペイントエリアにペネトレイトしシュートに持ち込むか、カバーが集まった場合は、3ポイントシューターにキックアウトする。
- ペリメーター近辺でピックし、ロールしたプレーヤーがフリースローサークル近辺でパスを受けワイドオープンの場合ミドルショットを放つ(ピック・アンド・ポップ)。カバーが来た場合は、コーナーで待つ選手へパスを送るか、その選手がペイントエリアにカットインしそこへパスを送る。更にそこからワイドオープンの3ポイントシューターにパスが送られる。（ハンマー・プレー）
- 3ポイントラインから離れた位置でスクリーナーが来るのを待ち、ピックした瞬間に、バスケットに向かってペネトレイトし、カバーディフェンスをペイントエリアへ集め、ボールを3ポイントライン近辺にいるストレッチ・フォーにキックアウトし、3ポイントショットを放つ。または、そこを基点に、サイドコーナーで待つ3ポイントシューターにパスを出す。ブルース・ボウエン、ダニー・グリーンに代表されるディフェンスで運動量が多く優れた3ポイントシューターがコーナーマンとして、コーナーの3ポイントライン外でパスを待つ場合が多い。（ハンマー・セット）

## スパーズ・ビッグスリー
ティム・ダンカン、トニー・パーカー、マヌ・ジノビリは、2002年から2016年まで中心選手としてスパーズのビッグスリーを形成し、NBA史上でも最高の実績を残しているトリオである。また数あるビッグスリーの中でも、全員が異なる国籍であるのはスパーズ・ビッグスリーのみである。トリオのレギュラーシーズン勝利数は、2015年11月1日、TDガーデンでのボストン・セルティックス戦の勝利で、541勝となりNBA歴代1位となった。この時点で試合数は736試合で歴代1位で、勝率は73.5%とポポヴィッチ時代の勝率68%の中でも群を抜いている。歴代2位のトリオはボストン・セルティックスのラリー・バード、ケビン・マクヘイル、ロバート・パリッシュで、540勝(729試合)。
NBAチャンピオン4回　トリオ通算プレーオフ試合数は、NBA歴代1位、プレーオフ勝利数も、歴代1位である。
歴代2位はロサンゼルス・レイカーズの、マジック・ジョンソン、カリーム・アブドゥル＝ジャバー、マイケル・クーパーで、157試合、110勝。
個々の実績も秀でており、500試合以上出場の現役選手で、勝率7割以上は
マヌ・ジノビリ.722 (619-238)
トニー・パーカー.719 (719-280)
ティム・ダンカン.713 (945-379)
のみである。(4位はレブロン・ジェームズの.661）

### マイルストーン
- 2014年3月19日、レギュラーシーズンでの勝利数を491勝(664試合)とし歴代2位に
- 2014年4月20日、トリオ通算プレーオフ試合数158で、NBA歴代1位に
- 2014年5月21日、プレーオフ勝利数111で、歴代1位に
- 2014年6月15日、ファイナル最終戦で、歴代1位プレーオフ試合数を180、勝利数を117に更新
- 2014年11月10日[121]、レギュラーシーズンでの勝利数を500勝に
- 2015年2月23日、レギュラーシーズンでの試合数を712試合にし、歴代2位に
- 2015年3月27日、レギュラーシーズンでの勝利数を530勝に
- 2015年4月7日、レギュラーシーズンでの試合数を730試合にし、歴代1位に
- 2015年4月28日、マヌ・ジノビリがプレーオフ120勝で歴代10位となり[122]、トリオ全員が歴代勝利数ベスト10に入った。この時点でパーカー125勝(9位)、ダンカン151勝(4位)。トリオプレーオフ試合数を185、勝利数を120に。
- 2015年11月1日、レギュラーシーズンでの勝利数を541勝に伸ばし、歴代1位に[118]
- 2016年7月11日、ダンカンが現役引退を発表し[123][124][125][126][127]。遂に14年間続いたビッグスリーの時代に終止符が打たれた。

## 主な選手

### 年代別主要選手
太文字…殿堂入り選手 (C)…優勝時に在籍した選手 (M)…在籍時にMVPを獲得した選手 (50)…偉大な50人 (75)…偉大な75人 
| 1960年代 (プレーオフ進出：2回) - ジョン・ビーズレイ (John Beasley) : 1967-1971 - シンシィ・パウエル (Cincinnatus Powell) : 1967-1970 - ボブ・ヴェルガ (Bob Verga) : 1967-1968 - クリフ・ヘイガン (Cliff Hagan) : 1967-1969 - グレン・コムズ (Glen Combs) : 1968-1971 - リッチ・ジョーンズ (Rich Jones) : 1969-1975 1970年代 (プレーオフ進出：9回) - ドニー・フリーマン (Donnie Freeman) : 1971-1972, 1974-1975 - コービー・ディートリック (Coby Dietrick) : 1972-1979, 1983 - ジェームズ・サイラス (James Silas) : 1972-1981 - ジョージ・カール (George Karl) : 1973-1978 - ジョージ・ガービン (George Gervin) : 1974-1985 (50)(75) - スウェン・ネイター(Swen Nater) : 1973-1975 - ラリー・ケノン (Larry Kenon) : 1975-1980 - ビリー・ポールツ (Billy Paultz) : 1975-1980, 1983 - マイク・ゲイル (Mike Gale) : 1975-1980 - ルイー・ダンピアー (Louie Dampier) : 1976-1979 - マーク・オルバーディング(Mark Olberding) : 1976-1982 1980年代 (プレーオフ進出：7回) - ジョニー・ムーア (Johnny Moore) : 1980-1987 - マイク・ミッチェル (Mike Mitchell) : 1981-1988 - ジーン・バンクス (Gene Banks) : 1981-1985 - アーティス・ギルモア (Artis Gilmore) : 1982-1987 - アルヴィン・ロバートソン (Alvin Robertson) : 1984-1989 - デビッド・グリーンウッド (David Greenwood) : 1985-1989, 1990-1991 - ジョニー・ドーキンス (Johnny Dawkins) : 1986-1989 - フランク・ブリッコウスキー (Frank Brickowski) : 1987-1990 - ウィリー・アンダーソン (Willie Anderson) : 1988-1995 - バーノン・マクスウェル (Vernon Maxwell) : 1988-1990, 1996-1997 - テリー・カミングス (Terry Cummings) : 1989-1995 - ショーン・エリオット (Sean Elliott) : 1989-1993, 1994-2001 (C99) - グレッグ・“キャデラック”・アンダーソン (Greg "Cadillac" Anderson) : 1987-1989 - デビッド・ロビンソン (David Robinson) : 1989-2003 (M95)(C99)(C03)(50)(75) 1990年代 (プレーオフ進出：9回 ファイナル進出：1回 優勝：1回) - トニー・マッセンバーグ (Tony Massenburg) : 1990-1991, 2004-2005(C05) - ロッド・ストリックランド (Rod Strickland) : 1990-1992 - エイブリー・ジョンソン (Avery Johnson) : 1991-1993, 1994-2001 (C99) - アントワン・カー (Antoine Carr) : 1991-1994 - J・R・リード (J. R. Reid) : 1992-1996 - デイル・エリス (Dale Ellis) : 1992-1994 - ヴィニー・デル・ネグロ (Vinny Del Negro) : 1993-1998 - デニス・ロッドマン (Dennis Rodman) : 1993-1995 (75) - チャック・パーソン (Chuck Person) : 1994-1998 - ドック・リバース (Doc Rivers) : 1994-1996 - ウィル・パデュー (Will Perdue) : 1995-1999 (C99) - ドミニク・ウィルキンス (Dominique Wilkins) : 1996-1997 (75) - ティム・ダンカン (Tim Duncan) : 1997-2016 (C99)(M99FNL)(M02)(M03)(C03)(M03FNL)(C05)(M05FNL)(C07)(C14)(75) - ジャレン・ジャクソン (Jaren Jackson) : 1997-2001 (C99) - マリック・ローズ (Malik Rose) : 1997-2005 (C99)(C03) - スティーブ・カー (Steve Kerr) : 1998-2001, 2002-2003 (C99)(C03) - アントニオ・ダニエルズ (Antonio Daniels) : 1998-2002 (C99) - マリオ・エリー (Mario Elie) : 1999-2000 (C99) - ジェローム・カーシー (Jerome Kersey) : 1999-2000 (C99) - テリー・ポーター (Terry Porter) : 1999-2002 2000年代 (プレーオフ進出：10回 ファイナル進出：3回 優勝：3回) - ダニー・フェリー (Danny Ferry) : 2000-2003 (C03) - ブルース・ボウエン (Bruce Bowen) : 2001-2009 (C03)(C05)(C07) - スティーブン・ジャクソン (Stephen Jackson) : 2001-2003, 2012-13 (C03) - トニー・パーカー (Tony Parker) : 2001-2018 (C03)(C05)(C07)(M07FNL)(C14) - スティーブ・スミス (Steve Smith) : 2001-2003 (C03) - マヌ・ジノビリ (Manu Ginóbili) : 2002-2018 (C03)(C05)(C07)(C14) - スピーディ・クラクストン (Speedy Claxton) : 2002-2003 (C03) - デビン・ブラウン (Devin Brown) : 2002, 2003-2005 (C05) - ケビン・ウィリス (Kevin Willis) : 2002-2004 (C03) - ロバート・オーリー (Robert Horry) : 2003-2008 (C05)(C07) - ラーショ・ネステロヴィッチ (Rasho Nesterović) : 2003-2006 (C05) - ブレント・バリー (Brent Barry) : 2004-2008 (C05)(C07) - グレン・ロビンソン (Glenn Robinson) : 2005 (C 05) - ベイノ・ウードリック (Beno Udrih) : 2004-2007 (C05)(C07) - ナジー・モハメド (Nazr Mohammed) : 2005-2006 (C05) - ファブリシオ・オベルト (Fabricio Oberto) ：2005-2009 (C07) - マイケル・フィンリー (Michael Finley) : 2005-2010 (C07) - ジャック・ヴォーン (Jacque Vaughn) : 2006-2009 (C07) - フランシスコ・エルソン (Francisco Elson) : 2006-2008 (C07) - マット・ボナー (Matt Bonner) : 2006-2016 (C07)(C14) - イーメイ・ユドーカ (Ime Udoka) : 2007-2009, 2010-2011 - ロジャー・メイソン (Roger Mason, Jr.) : 2008-2010 - ジョージ・ヒル (George Hill) : 2008-2011 - アントニオ・マクダイス (Antonio McDyece) : 2009-2011 - リチャード・ジェファーソン(Richard Jefferson) : 2009-2012 - デュワン・ブレア (DeJuan Blair) : 2009-2013 | 2010年代 (プレーオフ進出：9回 ファイナル進出：2回 優勝：1回) - ティアゴ・スプリッター(Tiago Splitter) : 2010-2015 (C14) - ゲイリー・ニール (Gary Neal) : 2010-2013 - ダニー・グリーン (Danny Green) : 2010-2018 (C14) - カワイ・レナード(Kawhi Leonard) : 2011-2018 (C14)(M14FNL)(75) - コーリー・ジョセフ (Cory Joseph) : 2011-2015 (C14) - パティ・ミルズ (Patty Mills) : 2012-2021 (C14) - ボリス・ディアウ (Boris Diaw) : 2012-2016 (C14) - マルコ・ベリネッリ (Marco Belinelli) : 2013-2015, 2018-2020 (C14) - アロン・ベインズ (Aron Baynes) : 2013-2015 (C14) - ジェフ・エイアーズ (Jeff Ayres) : 2013-2015 (C14) - カイル・アンダーソン(Kyle Anderson) : 2014-2018 - ラマーカス・オルドリッジ (LaMarcus Aldridge) : 2015-2021 - デビッド・ウェスト (David West) : 2015-2016 - デジャンテ・マレー (Dejounte Murray) : 2016-2022 - ダービス・ベルターンス (Dāvis Bertāns) : 2016-2019 - ブリン・フォーブス (Bryn Forbes) : 2016-2020, 2021 - パウ・ガソル (Pau Gasol) : 2016-2019 - デビッド・リー (David Lee) : 2016-2017 - ドウェイン・デドモン (Dewayne Dedmon) : 2016-2017 - ルディ・ゲイ (Rudy Gay) : 2017-2021 - デリック・ホワイト (Derrick White) : 2017-2022 - デマー・デローザン (DeMar DeRozan) : 2018-2021 - ヤコブ・パートル (Jakob Pöltl) : 2018-2023 - ロニー・ウォーカー (Lonnie Walker) : 2018-2022 - ケルドン・ジョンソン (Keldon Johnson) : 2019- 2020年代 (プレーオフ進出：0回) - デビン・バッセル (Devin Vassell) : 2020- - トレ・ジョーンズ (Tre Jones) : 2020-2025 - ザック・コリンズ (Zach Collins) : 2021-2025 - ダグ・マクダーモット (Doug McDermott) : 2021-2024 - ジェレミー・ソーハン (Jeremy Sochan) : 2022- - サンドロ・マムケラシュビリ (Sandro Mamukelashvili) : 2023-2025 - ビクター・ウェンバンヤマ (Victor Wembanyama) : 2023- - ステフォン・キャッスル (Stephon Castle) : 2024- - クリス・ポール (Chris Paul) : 2024-2025 (75) - ハリソン・バーンズ (Harrison Barnes) : 2024- - ディアロン・フォックス (De'Aaron Fox) : 2025- - ビスマック・ビヨンボ (Bismack Biyombo):2025 - ディラン・ハーパー(Dylan Harper)2025- - カーター・ブライアント(Carter Bryant)2025- - ルーク・コーネット(Luke Kornet)2025- - ケリー・オリニク(Kelly Olynyk) 2025- |

## オールスター
ABA
ジョン・ビーズリー – 1968, 1969, 1970
クリフ・ヘイガン – 1968
グレン・コムズ – 1970
シンシィ・パウエル – 1970
ドニー・フリーマン – 1971, 1972
スティーブ・ジョーンズ – 1972
ABA/NBA
リッチ・ジョーンズ – 1973, 1974
NBA
スウェン・ネイター – 1974, 1975
ジョージ・ガービン – 1975, 1976, 1977, 1978, 1979, 1980, 1981, 1982, 1983, 1984, 1985
ジェームズ・サイラス – 1975, 1976
ビリー・ポールツ – 1976
ラリー・ケノン – 1976, 1978, 1979
アーティス・ギルモア – 1983, 1986
アルビン・ロバートソン – 1986, 1987, 1988
デビッド・ロビンソン – 1990, 1991, 1992, 1993, 1994, 1995, 1996, 1998, 2000, 2001
ショーン・エリオット – 1993, 1996
ティム・ダンカン – 1998, 2000, 2001, 2002, 2003, 2004, 2005, 2006, 2007, 2008, 2009, 2010, 2011, 2013, 2015
マヌ・ジノビリ – 2005, 2011
トニー・パーカー – 2006, 2007, 2009, 2012, 2013, 2014
ラマーカス・オルドリッジ - 2016, 2018, 2019
NBA 現役
カワイ・レナード - 2016, 2017
デジャンテ・マレー - 2022
 ビクター・ウェンバンヤマ - 2025
NBAヘッドコーチ
グレッグ・ポポヴィッチ – 2005, 2011, 2013, 2016

## 栄誉

### 永久欠番
| サンアントニオ・スパーズの永久欠番 |                        |            |                          |                |
| No.                                | 選手                   | ポジション | 任期                     | 決定日         |
| 00                                 | ジョニー・ムーア       | G          | 1980–1987 1989–1990      | 1998年3月20日  |
| 6                                  | エイブリー・ジョンソン | G          | 1991 1992–1993 1994–2001 | 2007年12月22日 |
| 9                                  | トニー・パーカー       | G          | 2001–2018                | 2019年11月11日 |
| 12 1                               | ブルース・ボウエン     | F          | 2001–2009                | 2012年3月21日  |
| 13                                 | ジェームズ・サイラス   | G          | 1972–1981                | 1984年2月28日  |
| 20                                 | マヌ・ジノビリ         | G          | 2002–2018                | 2019年3月28日  |
| 21                                 | ティム・ダンカン       | F/C        | 1997–2016                | 2016年12月18日 |
| 32                                 | ショーン・エリオット   | F          | 1989–1993 1994–2001      | 2005年3月6日   |
| 44                                 | ジョージ・ガービン     | G          | 1974–1985                | 1987年12月5日  |
| 50                                 | デビッド・ロビンソン   | C          | 1989–2003                | 2003年11月10日 |

注釈
- 1 2015年から2021年までラマーカス・オルドリッジが ブルース・ボウエンの許可により12を使用した[128][129]。
- 2022年8月11日に、NBAはすべてのチームでビル・ラッセルの背番号「6」を永久欠番とした[130][131]。

### バスケットボール殿堂
| サンアントニオ・スパーズのバスケットボール殿堂入り | サンアントニオ・スパーズのバスケットボール殿堂入り | サンアントニオ・スパーズのバスケットボール殿堂入り | サンアントニオ・スパーズのバスケットボール殿堂入り | サンアントニオ・スパーズのバスケットボール殿堂入り |
| 選手                                               | 選手                                               | 選手                                               | 選手                                               | 選手                                               |
| No.                                                | 名前                                               | ポジション                                         | 任期                                               | 殿堂入                                             |
| -------------------------------------------------- | -------------------------------------------------- | -------------------------------------------------- | -------------------------------------------------- | -------------------------------------------------- |
| 16                                                 | クリフ・ヘイガン 1                                 | F/G                                                | 1967–1969                                          | 1978                                               |
| 44                                                 | ジョージ・ガービン                                 | G/F                                                | 1974–1985                                          | 1996                                               |
| 2                                                  | モーゼス・マローン                                 | C/F                                                | 1994–1995                                          | 2001                                               |
| 21                                                 | ドミニク・ウィルキンス                             | F                                                  | 1996–1997                                          | 2006                                               |
| 50                                                 | デビッド・ロビンソン 2                             | C                                                  | 1989–2003                                          | 2009                                               |
| 53                                                 | アーティス・ギルモア                               | C                                                  | 1982–1987                                          | 2011                                               |
| 10                                                 | デニス・ロッドマン                                 | F                                                  | 1993–1995                                          | 2011                                               |
| 10                                                 | ルイー・ダンピアー                                 | G                                                  | 1976–1979                                          | 2015                                               |
| 1                                                  | トレイシー・マグレディ                             | G/F                                                | 2013                                               | 2017                                               |
| 10                                                 | モーリス・チークス                                 | G                                                  | 1989–1990                                          | 2018                                               |
| 21                                                 | ティム・ダンカン                                   | F                                                  | 1997–2016                                          | 2020                                               |
| 20                                                 | マヌ・ジノビリ                                     | G                                                  | 2002–2018                                          | 2022                                               |
| 16                                                 | パウ・ガソル                                       | F/C                                                | 2016–2019                                          | 2023                                               |
| 9                                                  | トニー・パーカー                                   | G                                                  | 2001–2018                                          | 2023                                               |
| 指導者                                             |                                                    |                                                    |                                                    |                                                    |
| 名前                                               | 名前                                               | ポジション                                         | 任期                                               | 殿堂入                                             |
| ラリー・ブラウン                                   | ラリー・ブラウン                                   | ヘッドコーチ                                       | 1988–1992                                          | 2002                                               |
| ジェリー・ターカニアン                             | ジェリー・ターカニアン                             | ヘッドコーチ                                       | 1992                                               | 2013                                               |
| 22                                                 | ジョージ・カール 3                                 | アシスタントコーチ                                 | 1978–1980                                          | 2022                                               |
| グレッグ・ポポヴィッチ                             | グレッグ・ポポヴィッチ                             | アシスタントコーチ ヘッドコーチ                    | 1988–1992 1996–                                    | 2023                                               |
| 貢献者                                             |                                                    |                                                    |                                                    |                                                    |
| コットン・フィッツシモンズ                         | コットン・フィッツシモンズ                         | ヘッドコーチ                                       | 1984–1986                                          | 2021                                               |

注釈
- 1 1967–1970年コーチも務めた。
- 2 1992年のオリンピックチームとしても殿堂入りしている。
- 3 1973–1978年プレーヤーとしても所属した。

### FIBA殿堂
| サンアントニオ・スパーズのFIBA殿堂入り | サンアントニオ・スパーズのFIBA殿堂入り | サンアントニオ・スパーズのFIBA殿堂入り | サンアントニオ・スパーズのFIBA殿堂入り | サンアントニオ・スパーズのFIBA殿堂入り |
| 選手                                   | 選手                                   | 選手                                   | 選手                                   | 選手                                   |
| No.                                    | 名前                                   | ポジション                             | 任期                                   | 殿堂入                                 |
| -------------------------------------- | -------------------------------------- | -------------------------------------- | -------------------------------------- | -------------------------------------- |
| 50                                     | デビッド・ロビンソン 1                 | C                                      | 1989–2003                              | 2013                                   |
| 10                                     | アンドリュー・ゲイズ                   | G                                      | 1999                                   | 2013                                   |
| 7                                      | ファブリシオ・オベルト                 | C                                      | 2005–2009                              | 2019                                   |
| 指導者                                 |                                        |                                        |                                        |                                        |
| 名前                                   | 名前                                   | ポジション                             | 任期                                   | 殿堂入                                 |
| エットレ・メッシーナ                   | エットレ・メッシーナ                   | アシスタントコーチ                     | 2014–2019                              | 2021                                   |

注釈
- 1 1992年のオリンピックチームとしても殿堂入りしている。

### 複数回優勝選手
5回 -ティム・ダンカン
4回 -トニー・パーカー
4回 - マヌ・ジノビリ
3回 - ブルース・ボウエン
2回 - デビッド・ロビンソン
2回 - マリック・ローズ
2回 - スティーブ・カー
2回 - ロバート・オーリー
2回 - ブレント・バリー
2回 - ベイノ・ウードリック
2回 - マット・ボナー

### 複数回優勝指導者
5回 -グレッグ・ポポヴィッチ HC
5回 -R・C・ビュフォード AGM+GM
4回 - マイク・ビューデンホルツァー AC
3回 - チップ・イングランド AC
2回 - ドン・ニューマン AC
2回 - P・J・カーリシモ AC

## スタッツリーダー
2020–21 シーズン終了時点(レギュラーシーズン)/
太字現役選手
"名前*" ABA時代の記録を含む選手
(-) 現在は他チームで現役選手
 得点 
1. ティム・ダンカン (26,496)

2. ジョージ・ガービン* (23,602)

3. デビッド・ロビンソン (20,790)

4. トニー・パーカー (18,943)

5. マヌ・ジノビリ (14,043)

6. ジェームズ・サイラス* (10,290)

7. マイク・ミッチェル (9,799)

8. ショーン・エリオット (9,659)

9. ラリー・ケノン* (8,428)

10. ラマーカス・オルドリッジ(-) (7,325)

11. カワイ・レナード(-)(6,654)

12. エイブリー・ジョンソン (6,486)

13. リッチ・ジョーンズ* (6,466)

14. アルビン・ロバートソン (6,285)

15. パティ・ミルズ(-)(6,218)

16. アーティス・ギルモア (6,127)

17. ジョン・ビーズリー* (5,983)

18. ウィリー・アンダーソン (5,946)

19. マーク・オルバーディング* (5,626)

20. ビリー・ポールツ* (5,297)

21. テリー・カミングス (5,181)

22. ジョニー・ムーア (4,890)

23. ヴィニー・デル・ネグロ (4,844)

24. ダニー・グリーン(-)(4,715)

25. シンシィ・パウエル* (4,392)

26. デマー・デローザン(-) (4,455)

27. ブルース・ボウエン (4,061)

28. ドニー・フリーマン* (3,920)

29. コービー・ディートリック* (3,857)

30. グレン・コムズ* (3,839)

 3ポイントフィールドゴール数 

1. マヌ・ジノビリ (1,495)

2. パティ・ミルズ(-) (1171)

3. ダニー・グリーン(-) (959)

4. ブルース・ボウエン (661)

5. マット・ボナー (656)

 出場時間（分） 

1. ティム・ダンカン (47,368)

2. トニー・パーカー (37,276)

3. デビッド・ロビンソン (34,271)

4. ジョージ・ガービン* (31,115)

5. マヌ・ジノビリ (26,859)

 リバウンド 

1. ティム・ダンカン (15,091)

2. デビッド・ロビンソン (10,497)

3. ジョージ・ガービン* (4,841)

4. ラリー・ケノン* (4,114)

5. マヌ・ジノビリ (3,697)

 アシスト 

1. トニー・パーカー (6,829)

2. エイブリー・ジョンソン (4,474)

3. ティム・ダンカン (4,225)

4. マヌ・ジノビリ (4,001)

5. ジョニー・ムーア (3,865)

 スティール 

1. マヌ・ジノビリ (1,392)

2. デビッド・ロビンソン (1,388)

3. ジョージ・ガービン* (1,159)

4. アルビン・ロバートソン (1,128)

5. ティム・ダンカン (1,025)

 ブロック 

1. ティム・ダンカン (3,020)

2. デビッド・ロビンソン (2,954)

3. ジョージ・ガービン* (938)

4. ビリー・ポールツ* (796)

5. アーティス・ギルモア (700)

## 個人受賞

### 最優秀選手賞
NBAシーズンMVP
デビッド・ロビンソン – 1995
ティム・ダンカン – 2002, 2003
NBAファイナルMVP
ティム・ダンカン – 1999, 2003, 2005
トニー・パーカー – 2007
カワイ・レナード – 2014
ルーキー・オブ・ザ・イヤー (NBA)
デビッド・ロビンソン – 1990
ティム・ダンカン – 1998
ビクター・ウェンバンヤマ – 2024
NBA最優秀守備選手賞
デビッド・ロビンソン – 1992
カワイ・レナード - 2015,2016
NBAシックスマン賞
マヌ・ジノビリ – 2003
MIP (NBA)
アルビン・ロバートソン – 1986

### オールNBAチーム
ファーストチーム
ジョージ・ガービン – 1978, 1979, 1980, 1981, 1982
デビッド・ロビンソン – 1991, 1992, 1995, 1996
ティム・ダンカン – 1998, 1999, 2000, 2001, 2002, 2003, 2004, 2005, 2007,2013
カワイ・レナード – 2016,2017
セカンドチーム
ジョージ・ガービン – 1977, 1983
アルビン・ロバートソン – 1986
デビッド・ロビンソン – 1994, 1998
ティム・ダンカン – 2006, 2008, 2009
トニー・パーカー - 2012, 2013, 2014
サードチーム
デビッド・ロビンソン – 1990, 1993, 2000, 2001
マヌ・ジノビリ – 2008, 2011
トニー・パーカー - 2009
ティム・ダンカン – 2010, 2015

### NBAオールディフェンシブチーム
ファーストチーム
アルビン・ロバートソン – 1987
デビッド・ロビンソン – 1990, 1993, 1994, 1997, 1998
ティム・ダンカン – 1999, 2000, 2001, 2002, 2003, 2005, 2007, 2008
ブルース・ボーエン – 2004, 2005, 2006, 2007, 2008
カワイ・レナード - 2015,2016,2017
ビクター・ウェンバンヤマ – 2024
セカンドチーム
アルビン・ロバートソン – 1986, 1988, 1989
デビッド・ロビンソン – 1991, 1992, 1995, 1996
ティム・ダンカン – 1998, 2004, 2006, 2009, 2010, 2013, 2015
ブルース・ボーエン – 2002, 2003
カワイ・レナード - 2014
ダニー・グリーン - 2017
デジャンテ・マレー - 2018

### NBAオールルーキーチーム
ファーストチーム
グレッグ・キャデラック・アンダーソン – 1988
ウィリー・アンダーソン – 1989
デビッド・ロビンソン – 1990
ティム・ダンカン – 1998
トニー・パーカー - 2002
ゲイリー・ニール – 2011
カワイ・レナード – 2012
ビクター・ウェンバンヤマ – 2024
セカンドチーム
ショーン・エリオット  - 1990
マヌ・ジノビリ  - 2003
デュワン・ブレア  - 2010
ジェレミー・ソーハン – 2023
NBA最優秀コーチ賞
グレッグ・ポポヴィッチ – 2003, 2012, 2014
NBA最優秀エクゼクティブ賞
R・C・ビュフォード – 2014

## コーチ、その他
| クリフ・ヘイガン (Cliff Hagan) (1967-68〜1969-70) マックス・ウィリアムス (Max Williams) (1969-70〜1970-71) ビル・ブレイクリー (Bill Blakely) (1970-71) トム・ニッソーク (Tom Nissalke) (1971-72/1973-74-1974途中) ベイブ・マッカーシー (Babe McCarthy) (1972-73) デイブ・ブラウン (Dave Brown) (1973暫定) ボブ・バス (Bob Bass) (1974-75〜1975-76/1979-80/1983-84/1991-92) ダグ・モー (Doug Moe) (1976-77/1979-80) スタン・アルベック (Stan Albeck) (1980-81〜1982-83) モリス・マクホーン (Morris McHone) (1983暫定) コットン・フィッツシモンズ (Cotton Fitzsimmons) (1984-85〜1985-86) ボブ・ワイス (Bob Weiss) (1986-87〜1987-88) ラリー・ブラウン (Larry Brown) (1988-89〜1991-92) ジェリー・ターカニアン (Jerry Tarkanian) (1992-93) ジョン・ルーカス (John Lucas) (1992-93〜1993-94) ボブ・ヒル (Bob Hill) (1994-95〜1996-97) グレッグ・ポポヴィッチ (Gregg Popovich) (1996-97〜現在) P・J・カーリシモ 2002-2007(AC) ジョー・プランティ 2002-2005(AC) マイク・ブラウン 2000-2003(AC) ドン・ニューマン 2005-2013(AC) ジャック・ヴォーン 2010-2012(AC) マイク・ビューデンホルツァー 1996-2013(AC) ブレット・ブラウン 2002-2013(AC) エットレ・メッシーナ 2014-2019(AC)(イタリア) アイミ・ウドカ 2012-2019(AC) チャド・フォーシァー ジム・ボイレン | ゼネラルマネージャー(General manager) R・C・ビュフォード(R.C.Buford) ヘッドコーチ(Head coach) グレッグ・ポポヴィッチ(Gregg Popovich) アシスタントコーチ(Assistant coach) ウィル・ハーディー ベッキー・ハモン(Becky Hammon) (コロラド州立大学) チップ・イングランド(Chip Engelland) (デューク大学) 強化調整コーチ(Strength-and-conditioning coach) マット・ハーリング(Matt Herring) アスレチックトレーナー(Athletic trainer) ウィル・セヴェニング(Will Sevening) (College - Wisconsin-LaCrosse) |

## チーム記録
- サンアントニオ・スパーズのチーム記録
- en:List of NBA franchise post-season streaks - 1998～2019年に歴代1位タイの22年連続プレーオフ進出
- en:List of all-time NBA win–loss records - レギュラーシーズン通算勝率1位

## マスコット
- ザ・コヨーテ (The Coyote)[135]
- シルバー・ダンサーズ(Silver Dancers)[136]

## ダンスチーム
チアリーディングチーム「シルバーダンサーズ」が活動していたが、2018年5月、スパーズはチアリーディングを解散を発表。次シーズンからは、男女混合で家族向けのパフォーマンスを行うエンターテインメント集団の採用を表明している。